# Sao Mộc
Sao Mộc (tiếng Anh: Jupiter) hay Mộc Tinh (chữ Hán: 木星) là hành tinh thứ năm tính từ Mặt Trời và là hành tinh lớn nhất trong Hệ Mặt Trời. Nó là hành tinh khí khổng lồ với khối lượng bằng một phần nghìn của Mặt Trời nhưng bằng hai lần rưỡi tổng khối lượng của tất cả các hành tinh khác trong Hệ Mặt Trời cộng lại. Sao Mộc được xếp vào nhóm hành tinh khí khổng lồ cùng với Sao Thổ (Sao Thiên Vương và Sao Hải Vương được xếp vào hành tinh băng khổng lồ). Hai hành tinh này đôi khi được gọi là hành tinh kiểu Sao Mộc  hoặc hành tinh vòng ngoài. Các nhà thiên văn học cổ đại đã biết đến hành tinh này, và gắn với thần thoại và niềm tin tôn giáo trong nhiều nền văn hóa. Người La Mã đặt tên hành tinh theo tên của vị thần Jupiter, vị thần quan trọng nhất trong số các vị thần. Tên gọi trong tiếng Trung Quốc, tiếng Triều Tiên, tiếng Nhật và tiếng Việt của hành tinh này được đặt dựa vào hành "mộc" trong ngũ hành. Khi nhìn từ Trái Đất, Sao Mộc có cấp sao biểu kiến −2,94, đủ sáng để tạo bóng; và là thiên thể sáng thứ ba trên bầu trời đêm sau Mặt Trăng và Sao Kim. (Sao Hỏa hầu như sáng bằng Sao Mộc khi Sao Hỏa ở những vị trí xung đối trên quỹ đạo của nó với Trái Đất).
Sao Mộc chứa chủ yếu hydro và heli - chiếm một phần tư khối lượng của nó, mặc dù heli chỉ chiếm một phần mười số lượng phân tử. Có thể có một lõi đá trong hành tinh chứa các nguyên tố nặng hơn, nhưng không giống như những hành tinh khí khổng lồ khác, Sao Mộc không có một bề mặt rắn định hình. Bởi vì có tốc độ tự quay nhanh, hình dạng của hành tinh có hình phỏng cầu dẹt (nó hơi phình ra tại xích đạo). Lớp khí quyển ngoài cùng hiện lên với nhiều dải mây ở những độ cao khác nhau, do kết quả của hiện tượng nhiễu loạn khí động và tương tác với những cơn bão tại biên. Một đặc điểm nổi bật trên ảnh chụp của nó đó là Vết Đỏ Lớn, một cơn bão khổng lồ được biết đến tồn tại ít nhất từ thế kỷ 17 khi các nhà thiên văn lần đầu tiên quan sát nó bằng kính thiên văn. Bao quanh Sao Mộc là một hệ thống vành đai mờ nhạt cũng như từ quyển mạnh. Có ít nhất 80 vệ tinh tự nhiên quay quanh nó, bao gồm bốn vệ tinh lớn nhất gọi là các vệ tinh Galileo do nhà bác học Galileo Galilei lần đầu tiên quan sát năm 1610. Ganymede, vệ tinh lớn nhất, có đường kính lớn hơn Sao Thủy.
Đã có một vài tàu không gian thám hiểm đến Sao Mộc, bao gồm tàu Pioneer và Voyager trong các phi vụ bay ngang qua và sau đó tàu Galileo bay quay hành tinh này. Con tàu gần đây nhất bay qua Sao Mộc trên hành trình đến Sao Diêm Vương - tàu New Horizons bay qua vào cuối 2007. Con tàu sử dụng sự hỗ trợ của hấp dẫn từ Sao Mộc nhằm tăng tốc độ của nó. Hiện nay tàu Juno của NASA đã đến vào ngày 5 tháng 7 năm 2016. Trong tương lai có phi vụ của ESA đến thám hiểm các vệ tinh Galileo nói chung và Europa nói riêng.

## Đặc trưng vật lý
Sao Mộc chủ yếu chứa vật chất ở trạng thái khí và lỏng. Nó là hành tinh khí khổng lồ lớn nhất trong hệ Mặt Trời với đường kính 142.984 km tại xích đạo. Mật độ trung bình của hành tinh bằng 1,326 g/cm³, và có khối lượng riêng lớn nhất trong số bốn hành tinh khí khổng lồ. Tuy thế mật độ này nhỏ hơn bất kỳ mật độ nào của các hành tinh đất đá.

### Thành phần
Trong tầng thượng quyển của Sao Mộc chứa khoảng 80% hydro và 10% heli theo phần trăm thể tích hoặc tỷ lệ phân tử khí. Do nguyên tử heli có khối lượng gấp bốn lần khối lượng của nguyên tử hydro, thành phần này thay đổi khi miêu tả theo tỷ số khối lượng phân bố theo những nguyên tố khác nhau. Do vậy, khí quyển hành tinh chứa xấp xỉ 75% hydro và 24% heli theo khối lượng, với khoảng 1% còn lại là của các nguyên tố khác. Càng đi sâu vào bên trong hành tinh thì nó chứa những vật liệu nặng hơn cũng như mật độ lớn hơn như bao gồm gần 71% hydro, 24% heli và 5% các nguyên tố khác theo khối lượng. Khí quyển cũng chứa dấu vết của các hợp chất mêtan, hơi nước, amonia, và hợp chất của silic. Cũng có sự xuất hiện của cacbon, êtan, hydro sulfide, neon, oxy, phosphine, và lưu huỳnh. Lớp ngoài cùng của khí quyển còn chứa tinh thể băng amonia. Thông qua ảnh chụp của các thiết bị hồng ngoại và tia tử ngoại, các nhà khoa học cũng tìm thấy dấu hiệu các phân tử benzen và những hydrocarbon khác.
Tỉ lệ xuất hiện của hydro và heli là rất gần với tính toán lý thuyết về thành phần của tinh vân Mặt Trời nguyên thủy. Tỷ lệ neon trong tầng thượng quyển chỉ chiếm khoảng 20 phần triệu theo khối lượng, hay bằng một phần mười tỷ lệ của nó trong lòng Mặt Trời. Heli trong khí quyển cũng bị suy giảm dần, và tỷ lệ nguyên tử này trong Sao Mộc chỉ bằng khoảng 80% so với của Mặt Trời. Nguyên nhân của sự suy giảm có thể là từ hiện tượng giáng thủy của nguyên tố này rơi vào trong lòng hành tinh. Tỷ lệ của những khí hiếm nặng hơn heli trong khí quyển Sao Mộc gấp hai đến ba lần của Mặt Trời.
Dựa trên nghiên cứu quang phổ, các nhà khoa học cho rằng Sao Thổ có thành phần tương tự như của Sao Mộc, nhưng hai hành tinh khí khổng lồ còn lại là Sao Thiên Vương và Sao Hải Vương có tỷ lệ hydro và heli thấp hơn khá nhiều. Bởi vì chưa có một thiết bị do thám nào thả rơi vào tầng khí quyển của ba hành tinh khí khổng lồ ngoại trừ Sao Mộc, các nhà khoa học vẫn chưa biết tỷ lệ có mặt chính xác của những nguyên tố nặng trong bầu khí quyển của chúng.

### Khối lượng

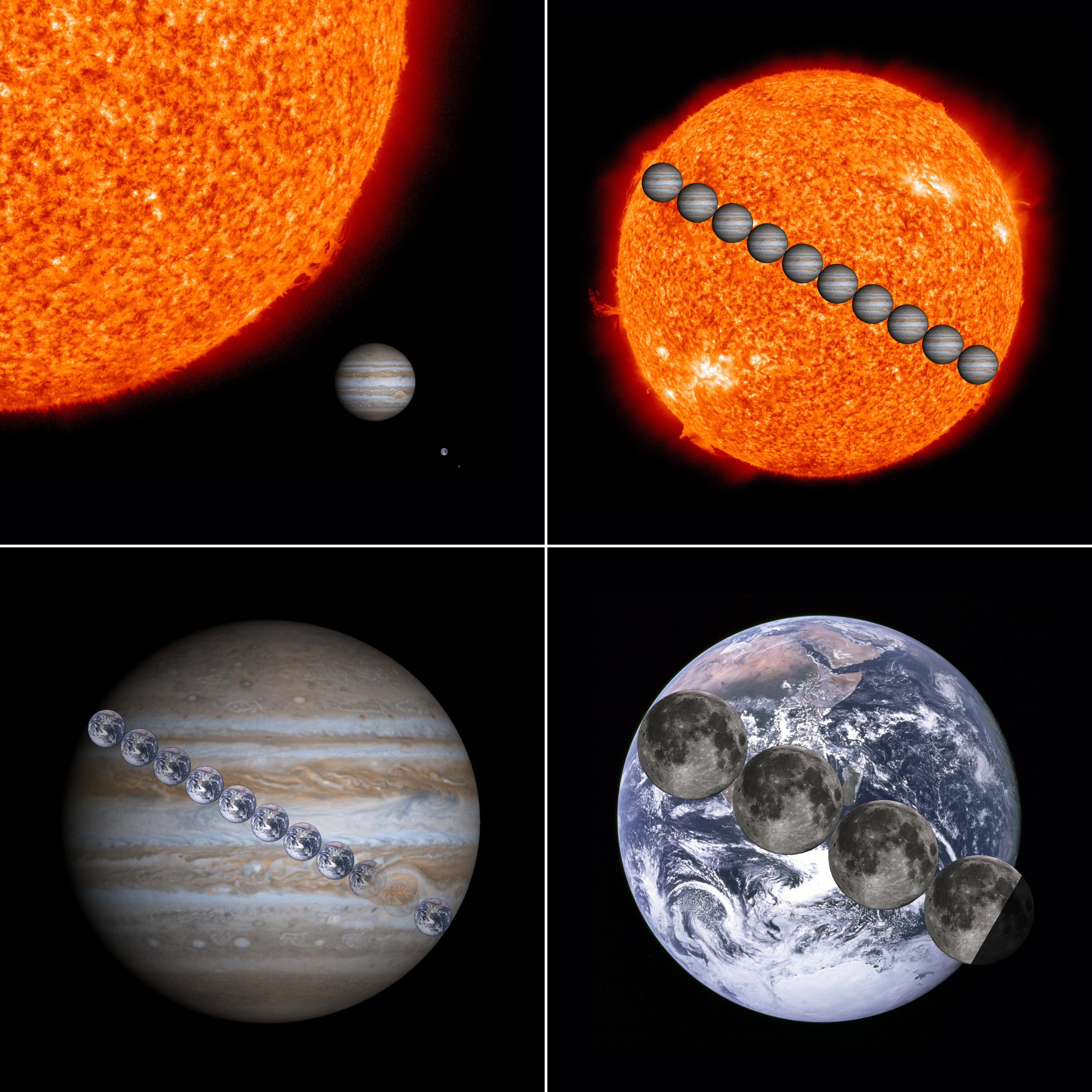
Đường kính của Sao Mộc bằng khoảng một phần mười (×0,10045) của Mặt Trời, và lớn gấp xấp xỉ mười một lần (×10,9733) hơn đường kính của Trái Đất. Vết Đỏ Lớn có đường kính lớn hơn xấp xỉ so với Trái Đất.

Khối lượng của Sao Mộc bằng khoảng 2,5 lần tổng khối lượng của tất cả các hành tinh khác trong Hệ Mặt Trời — khối lượng của nó lớn đến nỗi khối tâm của nó và Mặt Trời nằm bên ngoài bề mặt Mặt Trời ở vị trí khoảng 1,068 bán kính tính từ tâm Mặt Trời. Mặc dù Trái Đất khá nhỏ so với hành tinh khí này với 11 lần lớn hơn, Sao Mộc có khối lượng riêng trung bình nhỏ hơn. Thể tích của Sao Mộc bắng 1.321 lần thể tích Trái Đất, nhưng hành tinh có khối lượng chỉ gấp 318 lần. Bán kính Sao Mộc chỉ bằng khoảng 1/10 bán kính Mặt Trời, và khối lượng bằng 0,001 lần khối lượng Mặt Trời, do vậy khối lượng riêng trung bình của nó so với Sao Thổ là xấp xỉ như nhau. Các nhà vật lý thiên văn thường sử dụng đơn vị "khối lượng Sao Mộc" (MJ hay MJup) để tính giá trị của những thiên thể khác, đặc biệt là khối lượng của Hành tinh ngoài hệ Mặt Trời và các sao lùn nâu. Ví dụ, hành tinh HD 209458 b có khối lượng xấp xỉ 0,69 MJ, trong khi hành tinh Kappa Andromedae b có khối lượng tới 12,8 MJ.
Mô hình lý thuyết cho kết quả nếu Sao Mộc có khối lượng lớn hơn nhiều so với hiện tại, hành tinh này sẽ co thể tích lại. Đối với sự biến đổi khối lượng nhỏ, bán kính của nó sẽ không thay đổi nhiều, nhưng với khối lượng 500 M⊕ (hay 1,6 khối lượng Sao Mộc) cấu trúc bên trong của nó sẽ bị nén nhiều hơn dưới tác dụng của lực hấp dẫn khiến thể tích của nó giảm mặc dù khối lượng của nó tăng lên. Kết quả là, Sao Mộc có đường kính cỡ một hành tinh băng đá với thành phần của nó và trải qua lịch sử tiến hóa như các hành tinh khí khác. Nếu khối lượng của nó lớn nhiều hơn thì thể tích tiếp tục giảm cho đến khi mật độ và nhiệt độ tại tâm của hành tinh này có thể đủ điều kiện cho phản ứng nhiệt hạch xảy ra như trong sao lùn nâu với khối lượng vào khoảng 50 lần khối lượng Sao Mộc.
Mặc dù Sao Mộc cần khoảng 75 lần khối lượng của nó để phản ứng nhiệt hạch tổng hợp xảy ra, sao lùn đỏ chỉ có bán kính bằng khoảng 30 phần trăm bán kính của Sao Mộc. Tuy thế, hiện nay Sao Mộc vẫn phát ra nhiều năng lượng nhiệt hơn so với nhiệt lượng nó nhận được từ Mặt Trời; năng lượng này tạo ra bên trong hành tinh gần bằng lượng bức xạ Mặt Trời mà nó nhận được. Lượng nhiệt bức xạ dư ra có nguyên nhân từ cơ chế Kelvin–Helmholtz thông qua quá trình co đoạn nhiệt. Quá trình này làm cho hành tinh co lại khoảng 2 cm mỗi năm. Khi hành tinh mới hình thành, Sao Mộc nóng hơn và có đường kính lớn gấp 2 lần đường kính hiện nay.

### Kích cỡ
Bán kính của Sao Mộc bằng khoảng một phần mười bán kính của Mặt Trời.

### Cấu trúc bên trong

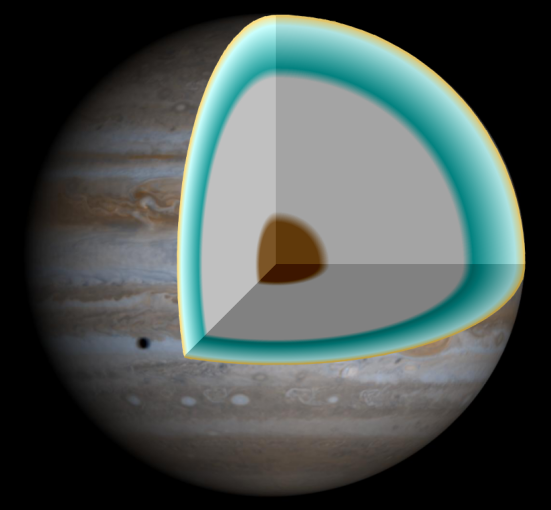
Minh họa mô hình cấu trúc bên trong của Sao Mộc, với một lõi đá phủ bởi những lớp vật chất lỏng dày của hydro kim loại.

Các nhà khoa học nghĩ rằng Sao Mộc chứa một lõi gồm hỗn hợp các nguyên tố nặng, bao phủ bởi lớp chất lỏng hydro kim loại cùng heli, và bên ngoài là lớp khí quyển chứa đa số phân tử hydro. Ngoài những miêu tả sơ lược về cấu trúc của nó, vẫn còn những yếu tố bất định trong mô hình này. Các nhà vật lý thường miêu tả lõi hành tinh là lõi đá, nhưng chi tiết thành phần lõi chứa gì thì họ vẫn chưa thể khẳng định được, hay như tính chất vật liệu phân bố theo độ sâu, áp suất và nhiệt độ chưa cụ thể (xem bên dưới). Năm 1997, thông qua phép đo quỹ đạo của tàu Galileo, các nhà khoa học từng suy luận về sự tồn tại của lõi cứng do ảnh hưởng hấp dẫn của hành tinh lên con tàu, và họ thu được khối lượng ban đầu của lõi vào khoảng từ 12 đến 45 lần khối lượng Trái Đất hay gần bằng 3%–15% tổng khối lượng Sao Mộc.
Sự có mặt của lõi trong lịch sử hình thành Sao Mộc gợi ra mô hình tiến hóa hành tinh bao gồm sự hình thành đầu tiên của một lõi đá hay băng mà có khối lượng đủ lớn để thu hút lượng khổng lồ hydro và heli từ tinh vân Mặt Trời. Giả sử rằng lõi tồn tại, nó đã phải co lại thông qua những dòng đối lưu của hydro kim loại lỏng trộn lẫn vào lõi tan chảy và mang theo những nguyên tố nặng hơn vào bên trong hành tinh. Cũng có thể lõi cứng này bây giờ đã biến mất hoàn toàn, do những đo đạc hấp dẫn từ tàu vũ trụ chưa đủ độ tin cậy để loại trừ khả năng này.
Độ bất định trong mô hình hành tinh gắn chặt với biên độ sai số của những phép đo tham số hành tinh hiện nay: đó là hệ số tốc độ quay của hành tinh (J6) nhằm để miêu tả mô men hấp dẫn của Sao Mộc, bán kính xích đạo Sao Mộc, và nhiệt độ tại mức áp suất 1 bar. Khi sứ mệnh Juno đến thăm Sao Mộc vào tháng 7 năm 2016, nó phát hiện ra rằng hành tinh có một lõi rất khuếch tán trộn lẫn vào lớp phủ của nó. Nguyên nhân có thể là do một hành tinh có khối lượng bằng khoảng 10 khối lượng Trái Đất đã va chạm với Sao Mộc trong vài triệu năm sau khi hành tinh này hình thành, điều đó có khả năng phá vỡ kết luận lõi rắn Sao Mộc như tàu Galileo phát hiện, và ước tính hiện nay rằng bán kính lõi bằng 30–50% bán kính của Sao Mộc, nặng gấp 7–25 lần khối lượng Trái Đất.
Bao quanh lõi hành tinh là lớp phủ hydro kim loại, mở rộng ra khoảng 78% bán kính Sao Mộc. Những giọt heli và neon giáng thủy-trong hiện tượng giống như mưa-rơi xuống lớp này, làm mật độ của những nguyên tố này sụt giảm trong khí quyển bên trên.
Bên trên lớp hydro kim loại là một lớp khí quyển hydro trong suốt. Ở độ sâu này, nhiệt độ cao hơn nhiệt độ giới hạn, mà đối với hydro chỉ bằng 33 K (xem hydro). Trong trạng thái này, không có sự rạch ròi giữa pha khí và lỏng của hydro—hydro ở trạng thái chảy siêu giới hạn. Các nhà khoa học thường coi hydro ở trạng thái khí trong khí quyển từ những đám mây mở rộng sâu xuống cho đến độ sâu khoảng 1.000 km, và có trạng thái lỏng ở những lớp sâu hơn. Về mặt vật lý, không có biên giới rõ cho chất khí khi nó trở lên nóng hơn và đậm đặc hơn khi đi sâu vào bên trong hành tinh. Những giọt heli và neon ngưng tụ rơi xuống như mưa vào tầng thấp khí quyển, gây ra thiếu hụt sự đa dạng của các nguyên tố này trên tầng thượng quyển. Các tính toán đã đoán rằng những giọt heli tách khỏi hydro kim loại ở bán kính 60.000 km và hợp lại ở bán kính 50.000 km.. Những cơn mưa kim cương được cho là đã xảy ra trên Sao Mộc, cũng như Sao Thổ và hai hành tinh băng khổng lồ Sao Thiên Vương và Sao Hải Vương.
Nhiệt độ và áp suất tăng đều đặn bên trong Sao Mộc khi đi về lõi của nó, điều này đã được quan sát thấy trong bức xạ vi sóng vì lượng nhiệt hình thành của Sao Mộc chỉ có thể thoát ra ngoài bằng cách đối lưu. Nhiệt độ tại áp suất 1 MPa vào khoảng 340 K. Tại vùng chuyển pha nơi hydro có nhiệt lượng vượt điểm giới hạn của nó để trở thành kim loại, người ta cho rằng nhiệt độ vùng này có thể lên tới 5.000 K và áp suất bằng 200 GPa. Nhiệt độ tại biên giới với lõi ước lượng khoảng 20.000 K và áp suất ở sâu bên trong bằng 3.000–4.500 GPa.

Minh họa mô hình cấu trúc bên trong của Sao Mộc, với một lõi đá phủ bởi những lớp vật chất lỏng dày của hydro kim loại.

## Khí quyển
Sao Mộc cũng có bầu khí quyển lớn nhất trong Hệ Mặt Trời, mở rộng hơn 5000 km theo độ cao. Do Sao Mộc không có bề mặt rắn, đáy của bầu khí quyển được coi là nơi có áp suất khí quyển bằng 10 bar, bằng 10 lần áp suất khí quyển tại bề mặt Trái Đất.

### Các tầng mây

Ảnh động minh họa chuyển động của các dải mây đi ngược chiều nhau trên khí quyển Sao Mộc. Trong ảnh này, bề mặt hành tinh được chiếu theo phương pháp chiếu hình trụ.

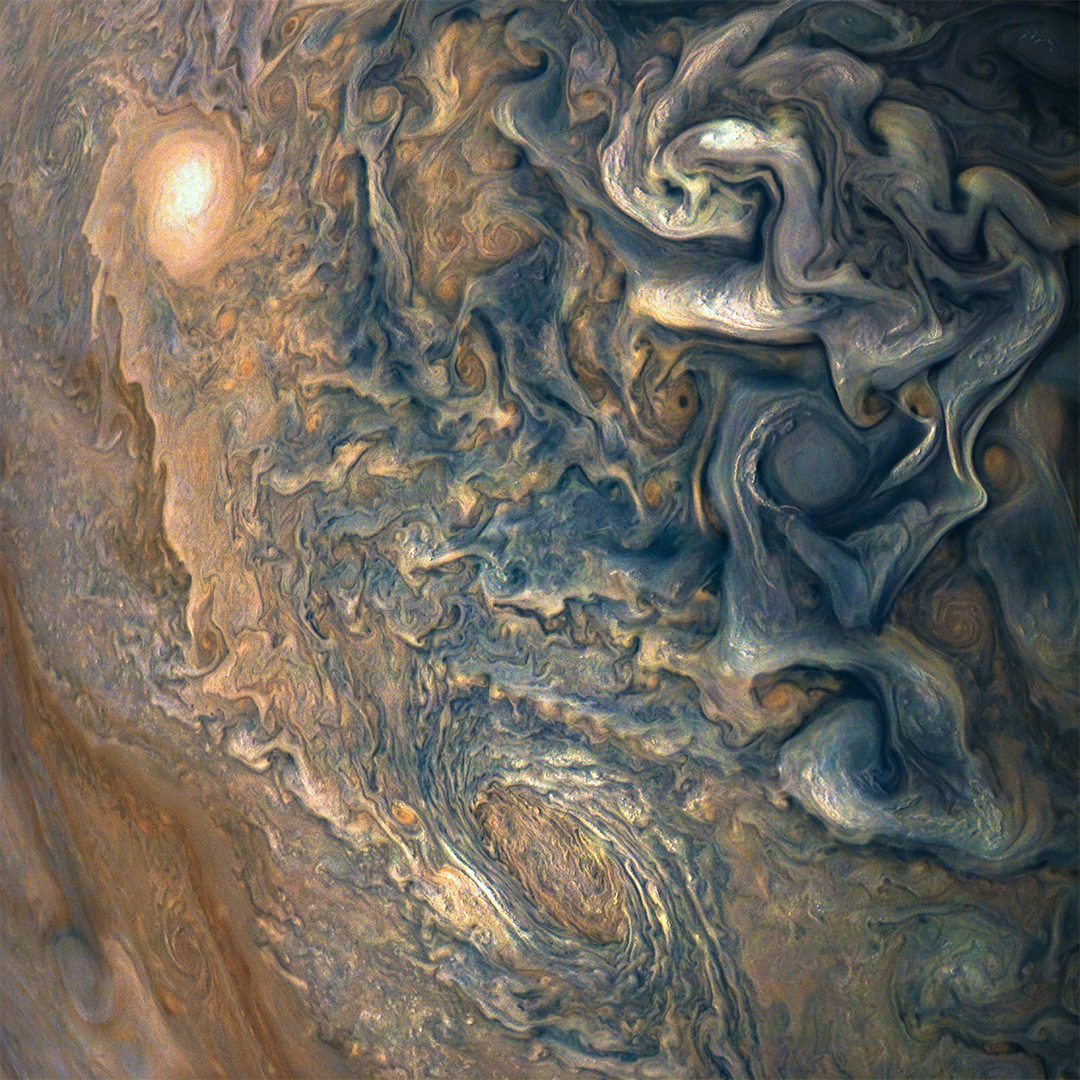
Các đám mây Sao Mộc
(Juno; chụp tháng 11 năm 2017)

Sao Mộc bị bao phủ vĩnh cửu các tầng mây chứa tinh thể amonia và có thể amonium hydro sunfit. Các tầng mây nằm ở vị trí biên giới với tầng đối lưu và sắp xếp thành những dải mây khác nhau theo vĩ độ, mà các nhà thiên văn gọi là những "vùng nhiệt đới". Những vùng này được chia nhỏ thành những đới (zone) có màu sắc nhẹ và vành đai có màu tối hơn. Sự tương tác giữa những phần hoàn lưu là nguyên nhân hình thành các cơn bão và luồng xoáy. Tốc độ gió cỡ 100 m/s (360 km/h) là thường gặp trong các luồng đới lưu (zonal jets). Các nhà khoa học cũng quan sát thấy các biến đổi theo độ rộng, màu sắc và mật độ ở những đới này theo năm, nhưng chúng vẫn có đủ độ ổn định cho phép họ đặt tên phân biệt từng đới.
Tầng mây sâu khoảng 50 km, và chứa ít nhất hai lớp mây: lớp dày và thấp phía dưới cong lớp mỏng ở phía trên. Cũng có những lớp mỏng chứa đám mây nước bên dưới lớp mây amonia, chúng được phát hiện thông qua ánh chớp tia sét trong khí quyển Sao Mộc. Do nước trong các đám mây có tính phân cực tạo ra hiệu điện thế giữa các đám mây và gây nên sét. Những hiện tượng phóng điện này có thể mạnh gấp hàng nghìn lần tia sét trong khí quyển Trái Đất. Các đám mây nước có thể hình thành theo những cơn bão do luồng nhiệt dâng lên từ phía trong hành tinh. Năm 2013, kính thiên văn không gian Herschel phát hiện ra sự phân bố của nước trong tầng bình lưu tập trung chủ yếu ở bán cầu nam Sao Mộc, và chứng tỏ thuyết phục rằng nước trên hành tinh này có nguồn gốc từ các sao chổi rơi xuống.
Những đám mây có màu vàng và nâu trong khí quyển Sao Mộc là do những hợp chất bay lên cao khi chúng chịu bức xạ tia tử ngoại đến từ Mặt Trời. Các nhà khoa học vẫn chưa biết cơ chế chính xác, nhưng chất cơ bản trong các đám mây này là photpho, lưu huỳnh hoặc có thể là các hydrocacbon. Những hợp chất màu sắc này, hay nhóm mang màu (chromophore), trộn lẫn vào trong các lớp mây thấp hơn và ấm hơn. Các đới hình thành do những vùng khí đối lưu dâng lên tạo ra hiện tượng tinh thể hóa của amonia và cản trở các nhà khoa học có thể quan sát những lớp mây ở dưới thấp hơn.
Độ nghiêng trục quay của Sao Mộc khá nhỏ có nghĩa là hai cực của nó không mấy khi nhận được nhiều bức xạ Mặt Trời hơn vùng xích đạo. Nhờ hiện tượng đối lưu xảy ra bên trong hành tinh mà lượng nhiệt nội lực được vận chuyển lên hai vùng cực, giúp cân bằng nhiệt độ giữa các tầng mây.

### Vết Đỏ Lớn và những xoáy khí quyển khác

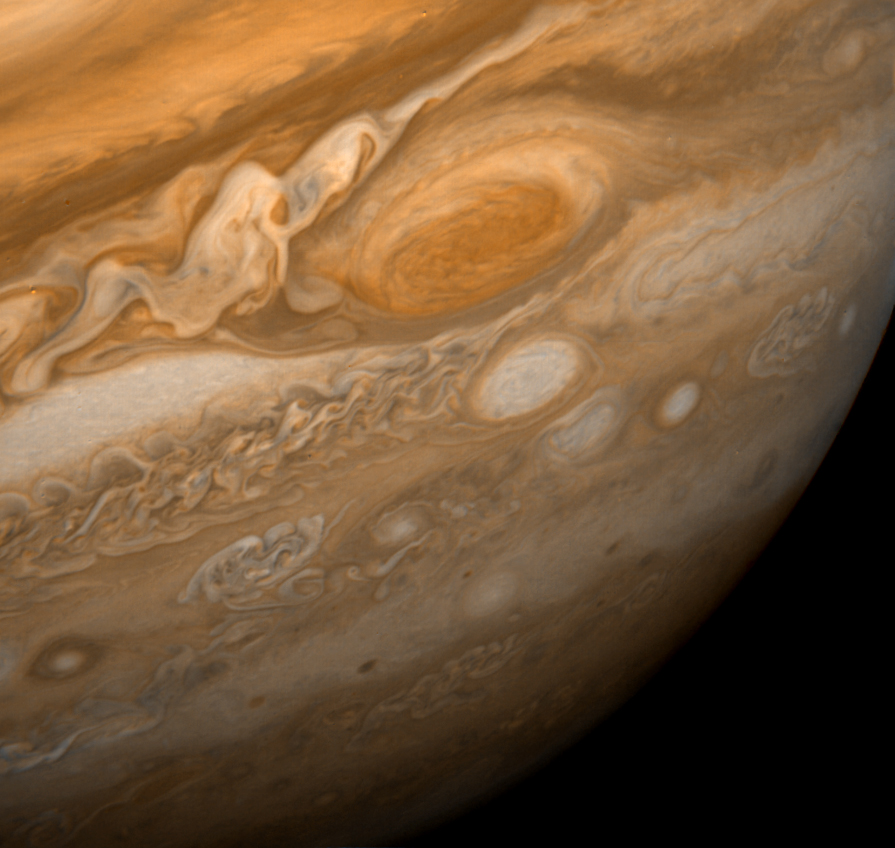
Ảnh chụp Vết Đỏ Lớn và những vùng xung quanh chụp bởi tàu Voyager 1 ngày 25 tháng 2 năm 1979, khi con tàu cách hành tinh khoảng 9,2 triệu km. Chi tiết nhỏ nhất trong các đám mây có độ phân giải nhỏ nhất cỡ 160 km. Những phần mây cuộn sóng bên trái của Vết Đỏ Lớn là vùng sóng chuyển động biến động và rất phức tạp. Cơn bão màu trắng ngay bên dưới Vết Đỏ Lớn có đường kính xấp xỉ đường kính Trái Đất.

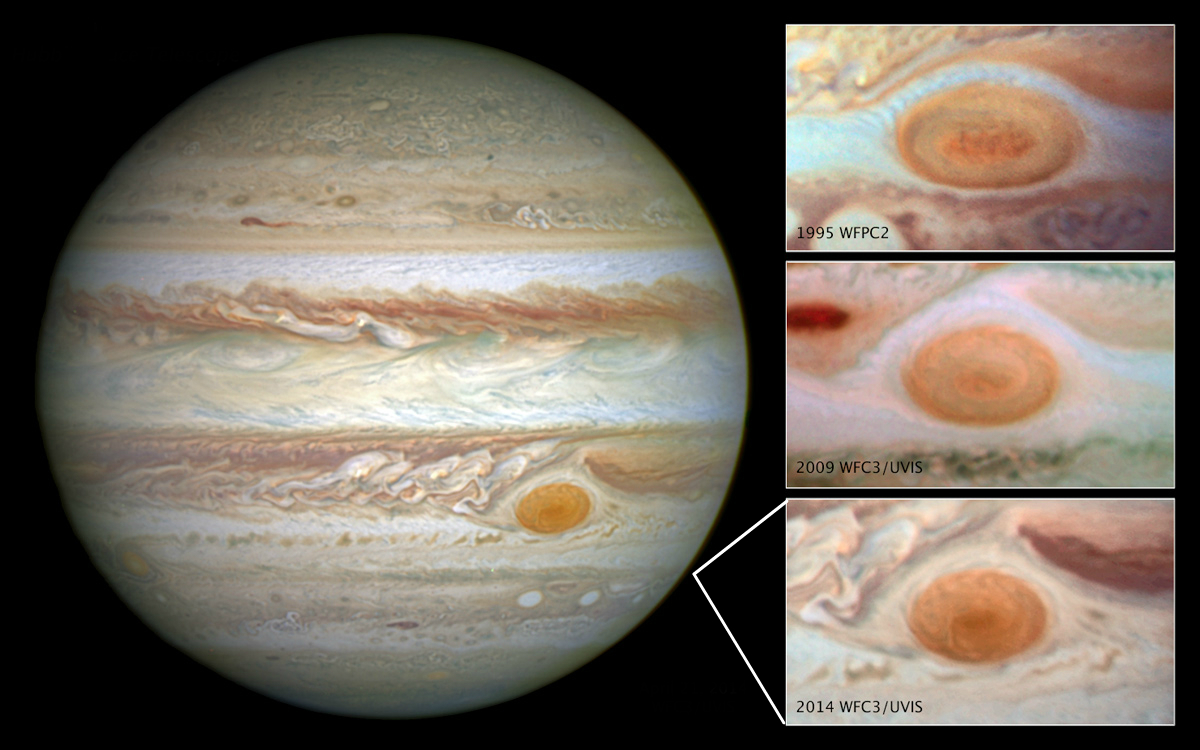
Vết Đỏ Lớn của Sao Mộc đang dần thu nhỏ lại (chụp bởi kính Hubble ngày 15 tháng 5 năm 2014).

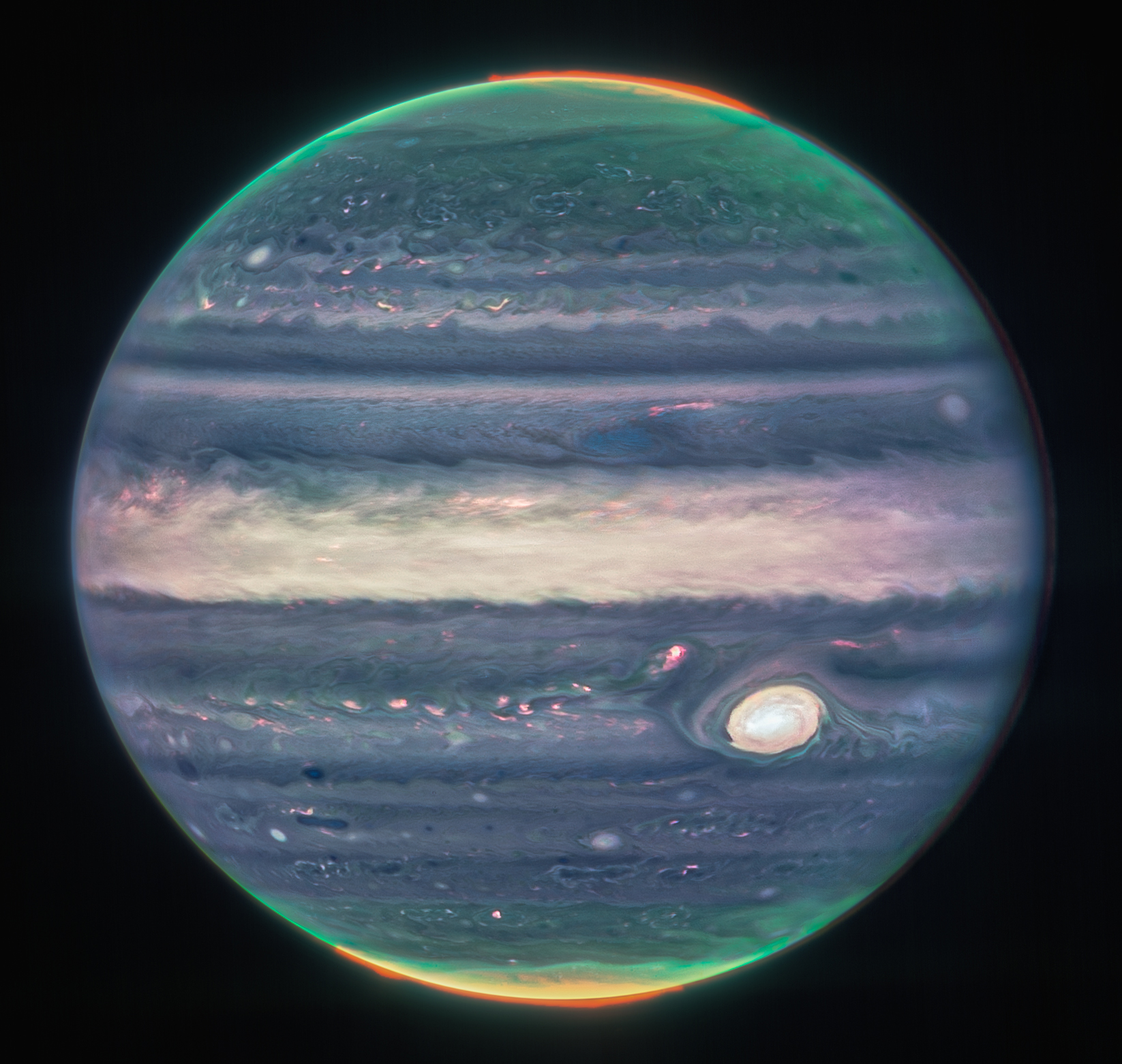
Ảnh chụp cận hồng ngoại của Kính viễn vọng không gian James Webb về Sao Mộc cùng với cực quang (hiển thị màu cam sáng ở rìa hành tinh) và Vết Đỏ Lớn (hiển thị đốm màu trắng) của nó, được chụp vào ngày 27 tháng 7 năm 2022.

Đặc trưng nổi tiếng nhất của Sao Mộc có lẽ là Vết Đỏ Lớn, một cơn bão có chiều quay ngược với chiều tự quay của Sao Mộc và đường kính thường lớn hơn Trái Đất, nằm ở vĩ độ Nam 22° dưới đường xích đạo. Nó đã tồn tại từ ít nhất năm 1831, và có thể là từ 1665. Một số mô hình toán học gợi ra rằng cơn bão là đặc trưng ổn định trong khí quyển hành tinh. Kích thước cơn bão đủ lớn để nhận qua kính thiên văn nghiệp dư nhìn từ mặt đất với độ mở 12 cm hoặc lớn hơn.
Vết Đỏ Lớn có hình oval quay ngược chiều kim đồng hồ, với chu kỳ khoảng sáu ngày. Kích thước của nó vào khoảng 24–40.000 km × 12–14.000 km. Nó đủ lớn để chứa từ hai đến ba hành tinh có đường kính bằng của Trái Đất. Độ cao lớn nhất của cơn bão khoảng 8 km bên trên so với những đỉnh các đám mây xung quanh.
Những cơn bão như vậy là những đặc điểm thường gặp trong khí quyển hỗn loạn của các hành tinh khí khổng lồ. Sao Mộc cũng còn chứa một số cơn bão hình oval màu trắng và màu nâu nhỏ khác nhưng không được đặt tên chính thức. Những cơn bão oval màu trắng chứa các đám mây tương đối lạnh bên trên thượng quyển. Cơn bão màu nâu thì ấm hơn và nằm ở những "đám mây thông thường" thấp hơn. Những cơn bão này có thể tồn tại từ vài giờ cho đến hàng thế kỷ.

Chuỗi khung hình (kéo dài trên 1 tháng) khi tàu Voyager 1 tiếp cận Sao Mộc, cho thấy các dải mây chuyển động trong khí quyển, và hoàn lưu của Vết Đỏ Lớn.

Ngay cả khi tàu Voyager gửi về những đặc điểm của cơn bão này, đã có những manh mối thuyết phục về cơn bão không liên quan đến đặc điểm bất kỳ nào sâu ở bên dưới bề mặt hành tinh, như xoáy bão quay vi sai so với phần khí quyển còn lại bao quanh, đôi khi nhanh hơn đôi khi chậm hơn. Trong suốt thời gian các nhà thiên văn theo dõi hoạt động của vết đỏ trong lịch sử, nó đã đi vòng quanh hành tinh được vài lần so với bất kỳ một điểm cố định nào dưới nó.
Năm 2000, các nhà khoa học phát hiện một đặc điểm khí quyển hình thành phía nam bán cầu nhưng nhỏ hơn và giống với Vết Đỏ Lớn. Cơn bão nhỏ này hình thành khi một vài cơn bão oval trắng nhỏ hơn kết hợp lại thành một cơn bão duy nhất— ba cơn bão nhỏ hơn này đã được quan sát đầu tiên từ năm 1938. Các nhà khoa học đặt tên cho đặc trưng sáp nhập này là Oval BA, hay họ gọi là Vết Đỏ Nhỏ. Nó đã tăng mật độ và thay đổi màu sắc từ trắng sang đỏ.

## Vành đai hành tinh

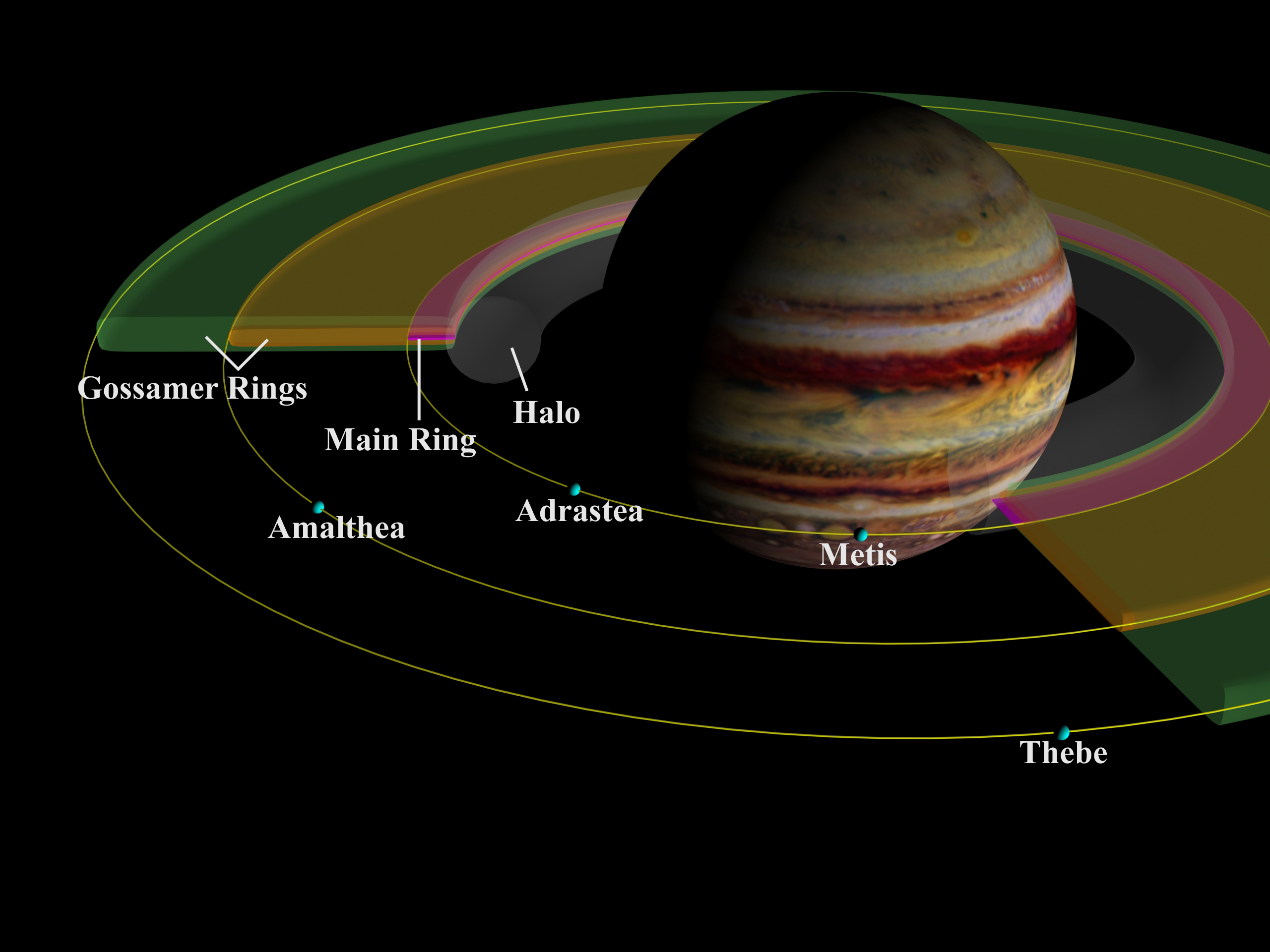
Vành đai Sao Mộc

Sao Mộc có hệ thống vành đai hành tinh mờ bao gồm ba vành chính: vành hạt trong cùng hay còn gọi là quầng, vành đai chính tương đối sáng, vành đai mỏng ngoài cùng. Thành phần vật chất của những vành này chủ yếu là bụi, chứ không là băng đá như vành đai Sao Thổ. Vành đai chính có lẽ hình thành do vật chất bắn ra từ vệ tinh Adrastea và Metis. Thông thường vật liệu rơi trở lại vệ tinh nhưng do trường hấp dẫn mạnh hơn của Sao Mộc khiến chúng bị hút về phía hành tinh. Quỹ đạo của những vật liệu rơi xoáy ốc về phía Sao Mộc và những vật liệu mới cộng thêm từ những vụ va chạm. Theo cách tương tự, các nhà khoa học cho rằng hai vệ tinh Thebe và Amalthea có thể là nguồn sinh ra hai dải vành đai mờ hơn. Cũng có chứng cứ thuyết phục cho sự tồn tại một vành đai đá dọc theo quỹ đạo của Amalthea mà có thể là những mảnh vở bật ra từ vệ tinh này.

## Từ quyển

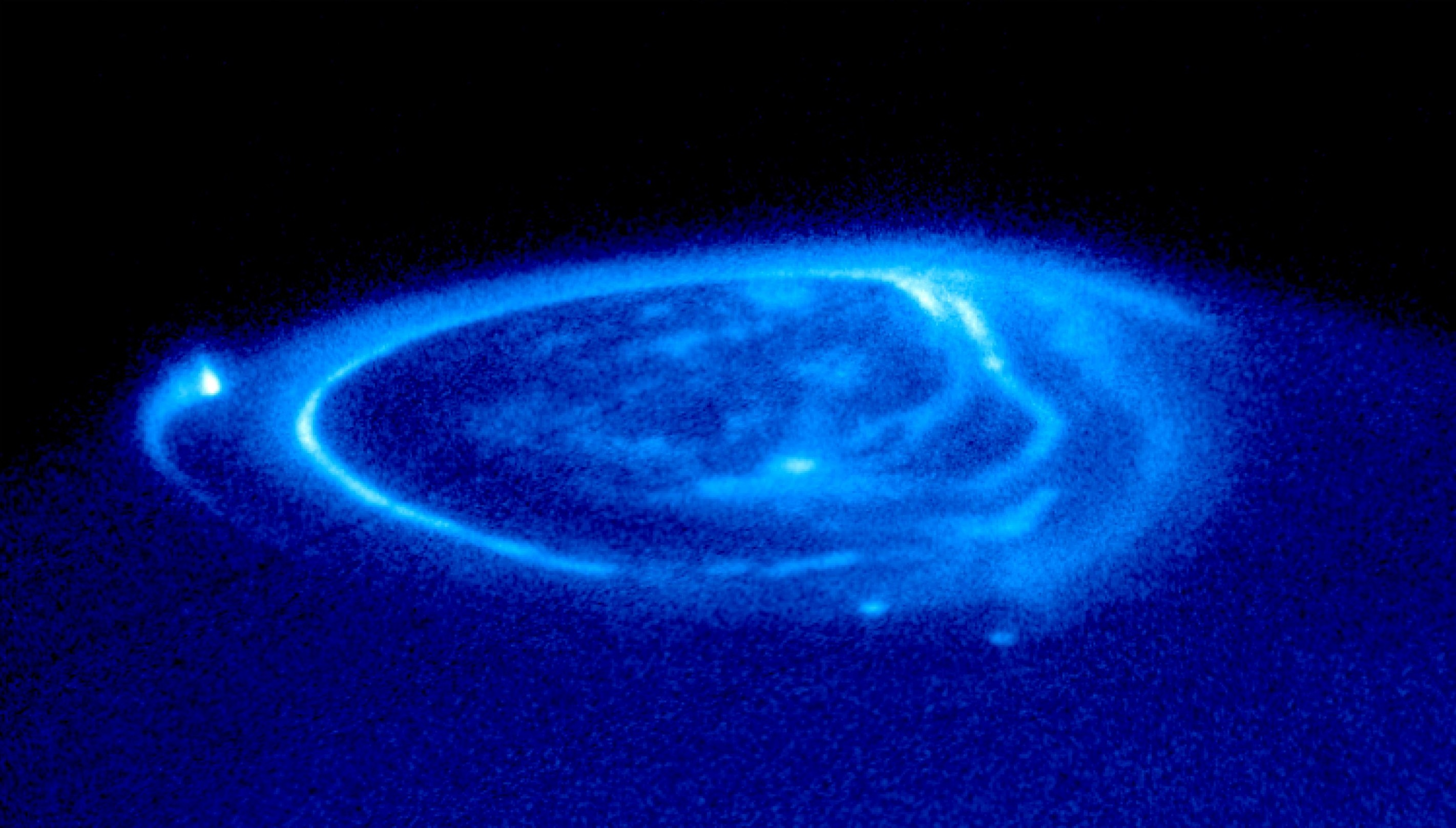
Cực quang trên Sao Mộc. Ba điểm sáng chính hình thành bởi luồng từ thông kết nối với những vệ tinh của Sao Mộc; Io (bên trái), Ganymede (phía dưới) và Europa (cũng ở phía dưới). Thêm vào đó, có một miền tròn rất sáng, oval chính, và cực quang mờ hơn cũng hiện ra trong ảnh.

Từ trường của Sao Mộc mạnh gấp 14 lần từ trường của Trái Đất, với cường độ từ 4,2 gauss (0,42 mT) tại xích đạo đến 10–14 gauss (1,0–1,4 mT) tại các cực, và nó cũng là từ trường lớn nhất trong Hệ Mặt Trời (ngoại trừ các vết đen). Nguồn gốc của trường là từ các dòng điện xoáy - chuyển động cuộn xoáy của những vật liệu mang dòng điện - bên trong lõi hydro kim loại lỏng. Các núi lửa trên Io phun ra một lượng lớn SO2 tạo thành hình xuyến khí dọc theo quỹ đạo của vệ tinh này. Luồng khí này theo thời gian bị ion hóa trong từ quyển sinh ra các ion lưu huỳnh và oxy. Chúng cùng với các ion hydro nguồn gốc từ khí quyển Sao Mộc, tạo ra dải plasma trong mặt phẳng xích đạo của Sao Mộc. Dải plasma quay cùng chiều với chiều tự quay của hành tinh gây ra sự biến dạng trong từ trường lưỡng cực của đĩa từ. Các electron bên trong dải plasma sinh ra nguồn sóng radio mạnh với những chớp nổ tần số 0,6–30 MHz.
Ở vị trí cách hành tinh 75 lần bán kính Sao Mộc, sự tương tác giữa từ quyển với gió Mặt Trời sinh ra vùng sốc hình cung (bow sock). Vùng nằm giữa từ quyển Sao Mộc và plasma gió Mặt Trời gọi là magnetopause, nó nằm bên trong của magnetosheath— vùng nằm giữa magnetopause và vùng sốc hình cung. Tương tác gió Mặt Trời với những vùng này, làm kéo dài từ quyển của Sao Mộc ra sau hướng nối Mặt Trời và Sao Mộc và kéo dài đến tận sát quỹ đạo của Sao Thổ. Bốn vệ tinh lớn nhất nằm trong từ quyển Sao Mộc, và bảo vệ chúng khỏi gió Mặt Trời.
Từ quyển Sao Mộc cũng là nguyên nhân gây ra những đợt bức xạ sóng vô tuyến từ hai vùng cực của hành tinh. Những hoạt động núi lửa của vệ tinh Io (xem bên dưới) phóng thích khí núi lửa vào trong từ quyển Sao Mộc, tạo ra vòng xuyến hạt ion bao quanh hành tinh. Khi Io chuyển động qua vòng xuyến này nó tương tác với đám hạt và sinh ra sóng Alfvén mang theo vật chất bị ion hóa rơi vào hai vùng cực Sao Mộc. Kết quả là, sóng vô tuyến được sinh ra thông qua cơ chế phát xạ maser xyclotron, và năng lượng được truyền dọc theo bề mặt hình nón. Khi Trái Đất cắt vào hình nón này, bức xạ vô tuyến phát ra từ Sao Mộc có thể vượt qua cường độ sóng vô tuyến phát ra từ Mặt Trời.

## Quỹ đạo và sự tự quay

Vệ tinh Io đi qua Sao Mộc.

Quỹ đạo Sao Mộc.

Sao Mộc là hành tinh duy nhất có khối tâm với Mặt Trời nằm bên ngoài thể tích của Mặt Trời, tuy chỉ chưa tới 7% bán kính Mặt Trời. Khoảng cách trung bình giữa Sao Mộc và Mặt Trời là 778 triệu km (bằng 5,2 lần khoảng cách từ Trái Đất đến Mặt Trời, hoặc 5,2 AU) và nó hoàn thành một vòng quỹ đạo bằng 11,86 năm Trái Đất. Giá trị này bằng 2/5 chu kỳ quỹ đạo của Sao Thổ, và tạo thành giá trị cộng hưởng quỹ đạo 5:2 giữa hai hành tinh lớn nhất trong hệ Mặt Trời. Mặt phẳng quỹ đạo elip của Sao Mộc nghiêng 1,31° so với mặt phẳng hoàng đạo. Bởi vì độ lệch tâm quỹ đạo bằng 0,048, khoảng cách từ Sao Mộc đến Mặt Trời thay đổi khoảng 75 triệu km giữa điểm cận nhật và điểm viễn nhật, hay là điểm gần nhất và xa nhất của hành tinh trên quỹ đạo.
Độ nghiêng trục quay của Sao Mộc tương đối nhỏ; chỉ 3,13°. Kết quả là hành tinh không có sự thay đổi lớn của các mùa, ngược lại so với Trái Đất và Sao Hỏa.
Tốc độ tự quay của Sao Mộc là lớn nhất trong Hệ Mặt Trời, hoàn thành một vòng quay quanh trục của nó chỉ hết ít hơn 10 giờ; mômen động lượng lớn cũng tạo ra chỗ phình xích đạo mà có thể dễ nhìn từ Trái Đất qua các kính thiên văn nghiệp dư. Hành tinh có dạng hình phỏng cầu, đường kính tại xích đạo của nó lớn hơn đường kính giữa hai cực. Đối với Sao Mộc, đường kính xích đạo lớn hơn đường kính giữa hai cực khoảng 9275 km.
Bởi vì Sao Mộc không phải là vật thể rắn, tầng thượng quyển của nó chịu sự quay vi sai (differential rotation). Tốc độ tự quay của khí quyển tại hai cực Sao Mộc lâu hơn khoảng 5 phút so với của khí quyển tại vùng xích đạo. Các nhà khoa học sử dụng ba hệ thống quy chiếu nhằm vẽ các đặc điểm chuyển động trong khí quyển Sao Mộc. Hệ I áp dụng cho những vùng có vĩ độ từ 10° Bắc đến 10° Nam; đây là vùng có chu kỳ quay ngắn nhất, khoảng 9h 50m 30,0s. Hệ II áp dụng cho mọi vĩ độ bắc và nam ngoài vùng I; chu kỳ của nó bằng 9h 55m 40,6s. Hệ III được xác định đầu tiên bởi các nhà thiên văn vô tuyến, tương ứng với sự tự quay quanh trục của từ quyển hành tinh; các nhà thiên văn học coi nó là chu kỳ tự quay chính thức của Sao Mộc.

## Quan sát

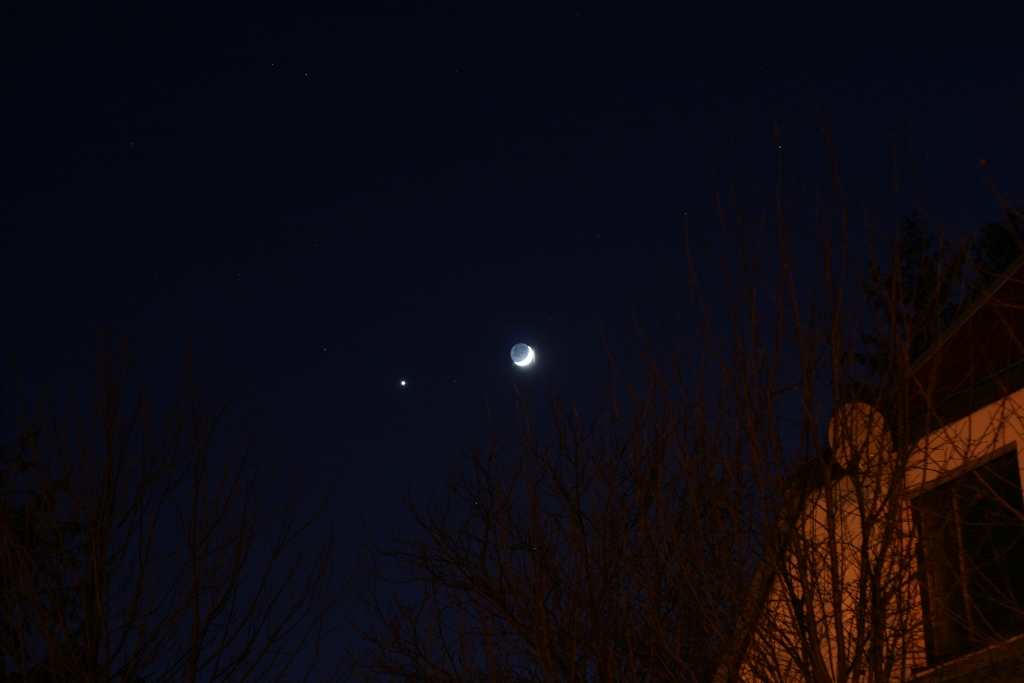
Giao hội giữa Sao Mộc và Mặt Trăng.

Chuyển động giật lùi biểu kiến đối với các hành tinh phía ngoài do vị trí tương đối của chúng với Trái Đất.

Sao Mộc là thiên thể sáng thứ tư trên bầu trời (sau Mặt Trời, Mặt Trăng và Sao Kim); có lúc Sao Hỏa sáng hơn Sao Mộc. Phụ thuộc vào vị trí của Sao Mộc với Trái Đất, cấp sao biểu kiến của nó thay đổi từ −2,9 tại vị trí xung đối giảm xuống −1.6 trong thời gian giao hội với Mặt Trời. Đường kính góc của Sao Mộc do vậy cũng thay đổi từ 50,1 xuống 29,8 giây cung. Những lần xung đối lý thú xuất hiện khi Sao Mộc tiến tới cận điểm quỹ đạo, sự kiện xảy ra chỉ một lần đối với một chu kỳ quỹ đạo. Lần gần đây nhất Sao Mộc ở cận điểm quỹ đạo vào tháng 3 năm 2011, và vị trí xung đối là vào tháng 9 năm 2010.
Trái Đất vượt trước Sao Mộc cứ mỗi 398,9 ngày khi nó quay quanh Mặt Trời, hay chính là chu kỳ giao hội của hai hành tinh. Và như vậy, Sao Mộc hiện lên trên nền trời với chuyển động giật lùi so với các ngôi sao ở xa. Hay trong một thời gian, Sao Mộc đi giật lùi trong bầu trời đêm, thực hiện một chuyển động vòng tròn biểu kiến.
Chu kỳ quỹ đạo xấp xỉ 12 năm của Sao Mộc tương ứng với 12 cung Hoàng Đạo, và về nguồn gốc lịch sử có thể là lý do cho số lượng cung hoàng đạo là 12. Hay mỗi lần Sao Mộc đến vị trí xung đối nó tiến về phía đông khoảng 30°, bằng bề rộng một cung hoàng đạo.
Bởi quỹ đạo Sao Mộc nằm bên ngoài quỹ đạo Trái Đất, góc pha của Sao Mộc khi nhìn từ Trái Đất không bao giờ vượt quá 11,5°. Do vậy, hành tinh luôn luôn hiện ra gần như một đĩa tròn khi nhìn qua kính thiên văn trên mặt đất. Chỉ có những phi vụ tàu không gian bay đến Sao Mộc mới quan sát hình ảnh lưỡi liềm của Sao Mộc.

## Vệ tinh tự nhiên

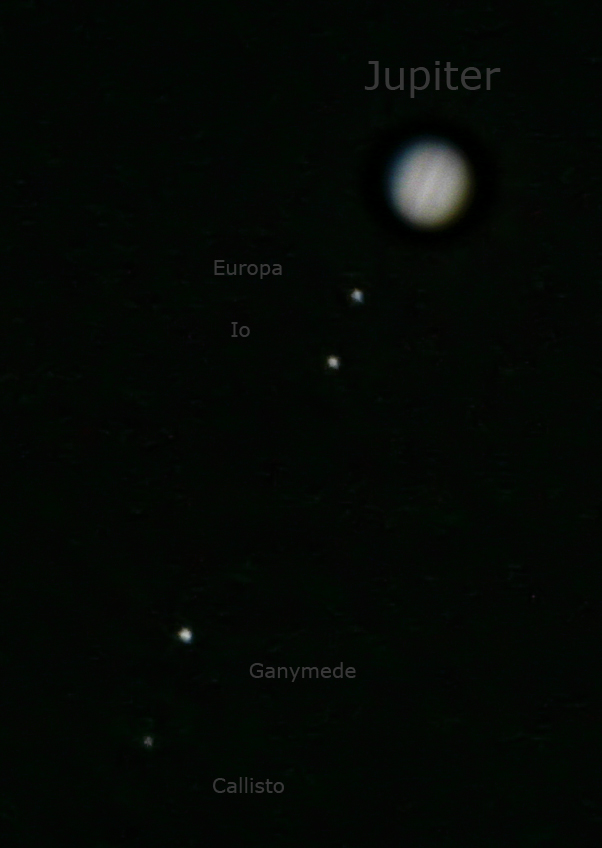
Sao Mộc và các vệ tinh Galilei

Tính đến tháng 6/2021, Sao Mộc có 80 vệ tinh tự nhiên. Trong số này có 60 vệ tinh có đường kính nhỏ hơn 10 kilômét và chỉ được phát hiện từ 1975. Bốn vệ tinh lớn nhất, gọi là các vệ tinh "Galilei" là Io, Europa, Ganymede và Callisto. Có 5 vệ tinh hiện không quan sát thấy là S/2003 J 2, S/2003 J 4, S/2003 J 10, S/2003 J 12 và S/2011 J 1. Tổng số vệ tinh này được nâng lên con số 79 vào năm 2018, với ít nhất 1 vệ tinh mới có tên Valetudo, theo tên một vị thần trong thần thoại La Mã chuyên về mảng sức khỏe, y học, và vào ngày 30 tháng 6 năm 2021 một nữ sinh viên tên Kai Ly đã phát hiện một mặt trăng nhỏ nữa mang tên EJc0061 (S/2003 J 24), làm nâng tổng số vệ tinh của Sao Mộc lên 80.

### Các vệ tinh Galilei

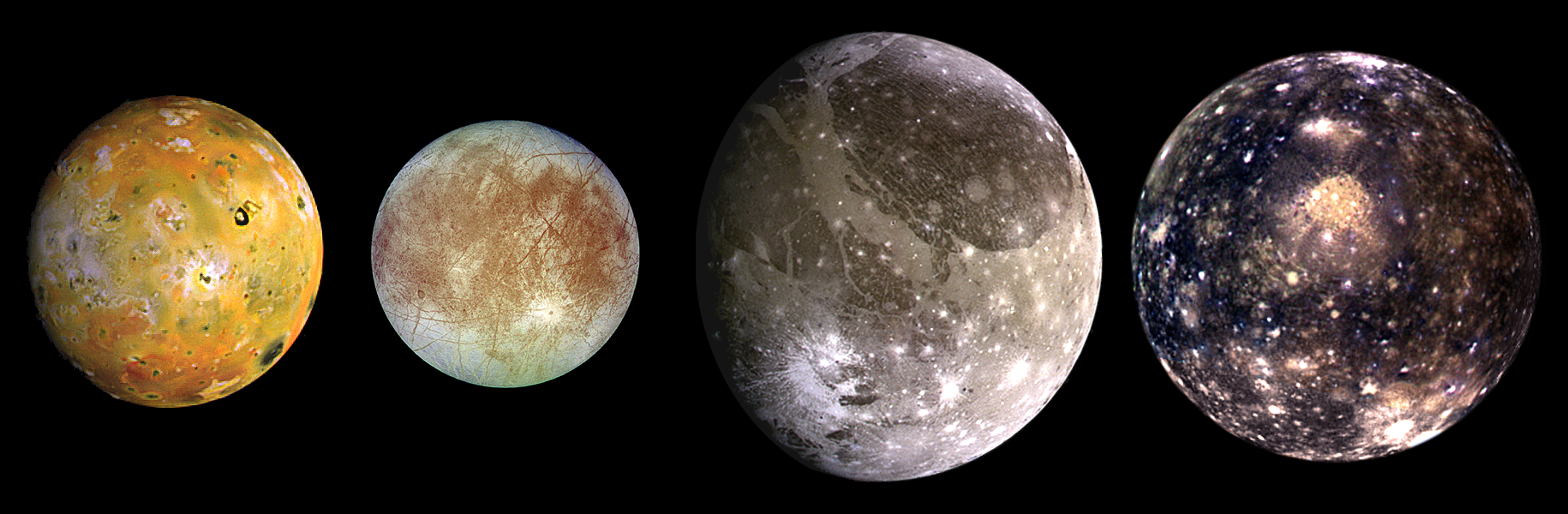
Các vệ tinh Galilei. Từ trái qua phải, theo thứ tự tăng dần khoảng cách từ Sao Mộc: Io, Europa, Ganymede, Callisto.

Quỹ đạo của Io, Europa, và Ganymede, trong các vệ tinh lớn nhất trong Hệ Mặt Trời, tạo thành dạng cộng hưởng quỹ đạo; bốn vòng quỹ đạo Io thì Europa quay được chính xác hai vòng và Ganymede quay được chính xác một vòng. Sự cộng hưởng này là nguyên nhân của hiệu ứng hấp dẫn làm quỹ đạo của ba vệ tinh có dạng hình ellip, do mỗi vệ tinh nhận thêm lực kéo từ các vệ tinh lân cận khi chúng đạt đến điểm cộng hưởng. Lực thủy triều từ Sao Mộc, mặt khác lại làm cho quỹ đạo của chúng trở lên tròn hơn.
Độ lệch tâm quỹ đạo của cũng gây ra sự biến dạng hình thể của các vệ tinh, với lực hấp dẫn của Sao Mộc kéo giãn chúng ra khi chúng đến gần cận điểm quỹ đạo và khi các vệ tinh ở viễn điểm quỹ đạo lực hấp dẫn trở lên yếu đi và các vệ tinh thu lại hình dạng. Sự co giãn trong cấu trúc này gây ra một nội ma sát bên trong vệ tinh và làm nóng vật chất bên trong chúng. Đây chính là nguyên nhân vệ tinh trong cùng Io có sự hoạt động núi lửa mạnh (vệ tinh chịu lực thủy triều mạnh nhất), và xuất hiện những đặc điểm địa chất trẻ trên bề mặt Europa (ám chỉ những hoạt động địa chất tái tạo bề mặt trong thời gian gần đây).
| Tên      | Phát âm   | Đường kính | Đường kính | Khối lượng | Khối lượng | Bán kính quỹ đạo | Bán kính quỹ đạo | Chu kỳ quỹ đạo | Chu kỳ quỹ đạo |
| Tên      | Phát âm   | km         | %          | kg         | %          | km               | %                | ngày           | %              |
| -------- | --------- | ---------- | ---------- | ---------- | ---------- | ---------------- | ---------------- | -------------- | -------------- |
| Io       | ˈaɪ.oʊ    | 3643       | 105        | 8,9×1022   | 120        | 421.700          | 110              | 1,77           | 7              |
| Europa   | jʊˈroʊpə  | 3122       | 90         | 4,8×1022   | 65         | 671.034          | 175              | 3,55           | 13             |
| Ganymede | ˈɡænimiːd | 5262       | 150        | 14,8×1022  | 200        | 1.070.412        | 280              | 7,15           | 26             |
| Callisto | kəˈlɪstoʊ | 4821       | 140        | 10,8×1022  | 150        | 1.882.709        | 490              | 16,69          | 61             |

### Phân loại vệ tinh

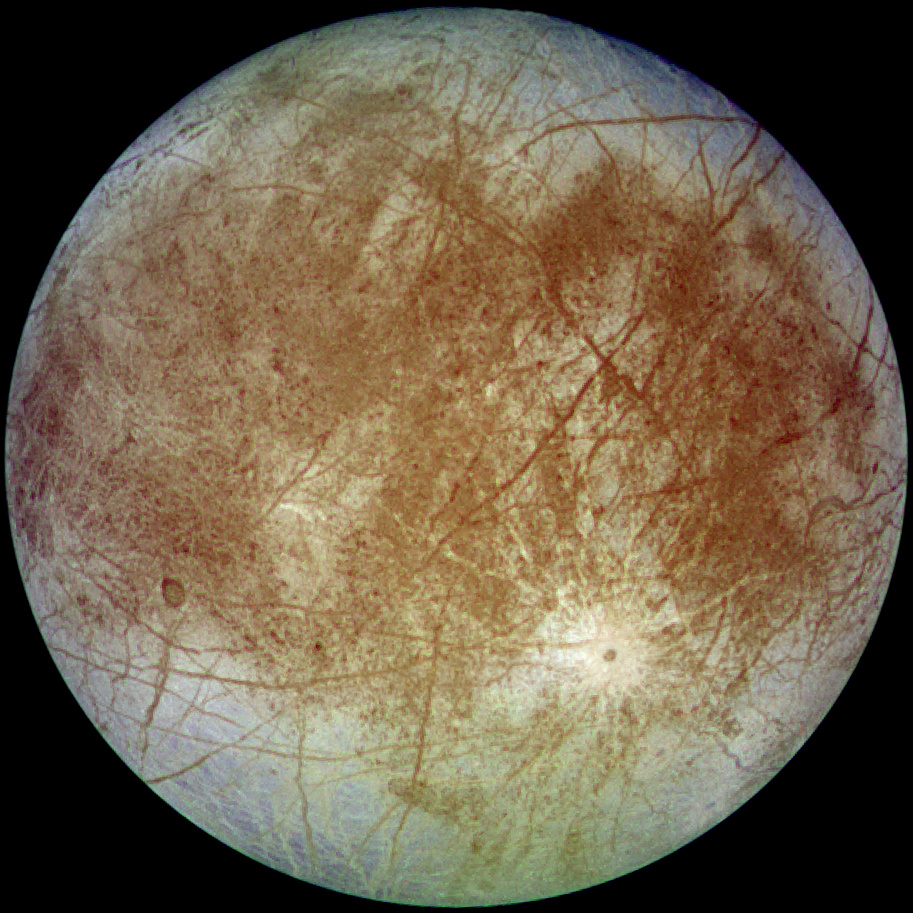
Vệ tinh Europa.

Trước khi phi vụ Voyager phát hiện ra nhiều vệ tinh, các vệ tinh của Sao Mộc được sắp xếp thành bốn nhóm, dựa trên đặc điểm chung của các tham số quỹ đạo của chúng. Sau đó, rất nhiều vệ tinh nhỏ được phát hiện nằm bên ngoài những vệ tinh này và tạo nên một bức tranh khá phức tạp. Ngày nay các nhà khoa học phân loại ra làm sáu nhóm vệ tinh, mặc dù có thể có những đặc điểm khác nhau nữa.
Nhóm con chính cơ bản là tám vệ tinh trong dạng cầu hoặc gần cầu cùng có quỹ đạo gần tròn và gần nằm trong mặt phẳng xích đạo của Sao Mộc và các nhà khoa học cho rằng chúng hình thành cùng với lịch sử của Sao Mộc. Những vệ tinh còn lại đa phần là những vệ tinh dị hình với quỹ đạo ellip và mặt phẳng quỹ đạo nghiêng nhiều, và có khả năng là chúng bị Sao Mộc bắt giữ từ các tiểu hành tinh hoặc mảnh vỡ của các tiểu hành tinh. Các vệ tinh dị hình được chia vào nhóm các vệ tinh có chung tham số quỹ đạo và do đó có thể có cùng nguồn gốc, có lẽ là vệ tinh lớn hơn hoặc vật thể bị bắt sau đó bị vỡ nát.
| Vệ tinh cầu     | Vệ tinh cầu |
| --------------- | --- |
| Nhóm Amalthea   | Nhóm trong gồm bốn vệ tinh nhỏ với đường kính nhỏ hơn 200 km, bán kính quỹ đạo nhỏ hơn 200.000 km, và mặt phẳng quỹ đạo nhỏ hơn một nửa độ.                                                                            |
| Vệ tinh Galilei | Bốn vệ tinh lớn nhất do Galileo Galilei và có lẽ Simon Marius phát hiện ra một cách độc lập, bán kính quỹ đạo từ 400.000 đến 2.000.000 km. Mặt phẳng quỹ đạo nghiêng nhỏ hơn nửa độ so với mặt phẳng xích đạo Sao Mộc. |
| Vệ tinh dị hình | |
| Nhóm Themisto   | Nhóm có vệ tinh duy nhất là chính nó, quay trên quỹ đạo bằng một nửa khoảng cách từ nhóm Galilei và nhóm Himalia. |
| Nhóm Himalia    | Một nhóm có nhiều vệ tinh nhỏ bay rất gần nhau với bán kính từ 11.000.000–12.000.000 km tính từ Sao Mộc. |
| Nhóm Carpo      | Một nhóm có duy nhất vệ tinh khác nằm gần biên trong của nhóm Ananke, nó quay cùng chiều quay với Sao Mộc. |
| Nhóm Ananke     | Nhóm có quỹ đạo nghịch hành (quay ngược với chiều tự quay Sao Mộc) này không có biên giới rõ rệt, cách Sao Mộc từ 21.276.000 km với độ nghiêng mặt phẳng quỹ đạo trung bình 149 độ.                                    |
| Nhóm Carme      | Nhóm có quỹ đạo nghịch hành với khoảng cách trung bình đến Sao Mộc 23.404.000 km và độ nghiêng mặt phẳng quỹ đạo 165 độ.                                                                                               |
| Nhóm Pasiphaë   | Nhóm phân tán và mờ nhạt có chuyển động nghịch hành bao gồm tất cả các vệ tinh bên ngoài cùng xa nhất. |

## Tương tác với Hệ Mặt Trời

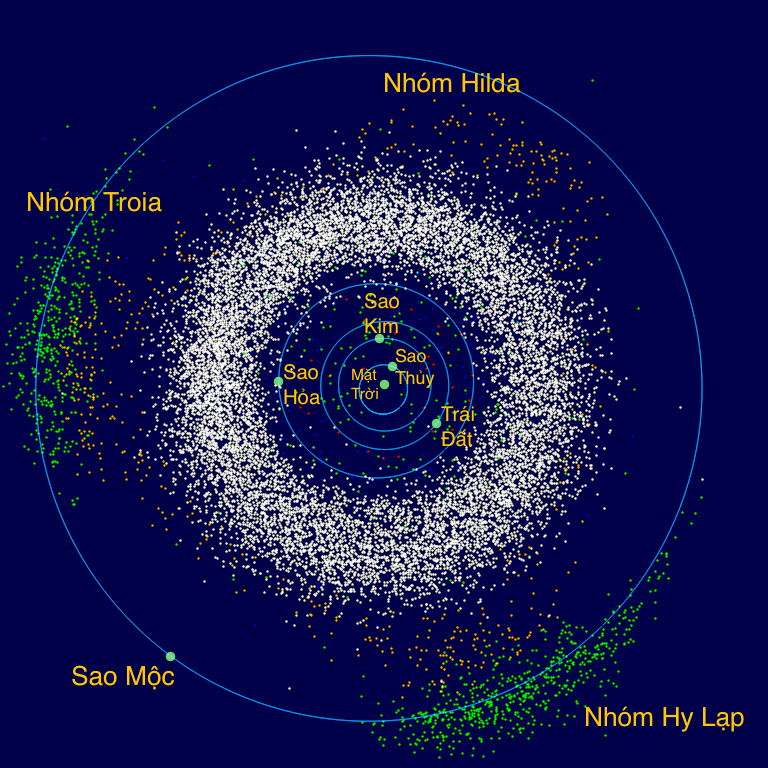
Minh họa các tiểu hành tinh Troia trong quỹ đạo với Sao Mộc, cũng như đối với vành đai tiểu hành tinh.

Cùng với Mặt Trời, ảnh hưởng hấp dẫn của Sao Mộc tạo nên cấu trúc Hệ Mặt Trời. Quỹ đạo của hầu hết các hành tinh trong Thái Dương hệ nằm gần với mặt phẳng quỹ đạo của Sao Mộc hơn mặt phẳng xích đạo của Mặt Trời (Sao Thủy là hành tinh duy nhất nằm gần nhất với mặt phẳng xích đạo Mặt Trời với quỹ đạo của nó hơi nghiêng), khoảng trống Kirkwood trong vành đai tiểu hành tinh chủ yếu do ảnh hưởng hấp dẫn của Sao Mộc, và hành tinh này cũng hút phần lớn các tiểu hành tinh nhỏ trong giai đoạn các hành tinh vòng trong chịu những trận mưa thiên thạch cuối cùng trong lịch sử hệ Mặt Trời.
Cùng với các vệ tinh của nó, trường hấp dẫn của Sao Mộc điều khiển rất nhiều tiểu hành tinh thuộc vào các điểm Lagrange tiến trước và sau theo Sao Mộc trên quỹ đạo của nó quanh Mặt Trời. Chúng là những tiểu hành tinh Troia, và các nhà thiên văn chia ra làm hai nhóm mang tên "Hy Lạp" và "Troia" theo trong sử thi Iliad. Tiểu hành tinh đầu tiên trong số này, 588 Achilles, do nhà thiên văn học Max Wolf phát hiện năm 1906; và từ đó đến nay có khoảng hai nghìn tiểu hành tinh trong các nhóm được phát hiện. Tiểu hành tinh lớn nhất là 624 Hektor.
Hầu hết các sao chổi chu kỳ ngắn thuộc về họ Sao Mộc — định nghĩa như là các sao chổi có bán trục lớn nhỏ hơn bán kính quỹ đạo của Sao Mộc. Các nhà khoa học cho rằng sao chổi họ Sao Mộc hình thành từ vành đai Kuiper bên ngoài quỹ đạo Sao Hải Vương. Trong những lần tiếp cận gần Sao Mộc quỹ đạo của chúng bị nhiễu loạn và dần dần có chu kỳ quỹ đạo nhỏ hơn và đi vào vùng giữa Mặt Trời và Sao Mộc.

### Va chạm

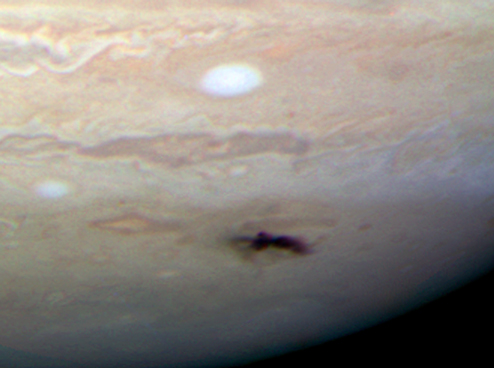
Hubble chụp bức ảnh ngày 23 tháng 7 cho thấy đám bụi dài 8.000 km trong sự kiện một thiên thạch rơi xuống Sao Mộc năm 2009.

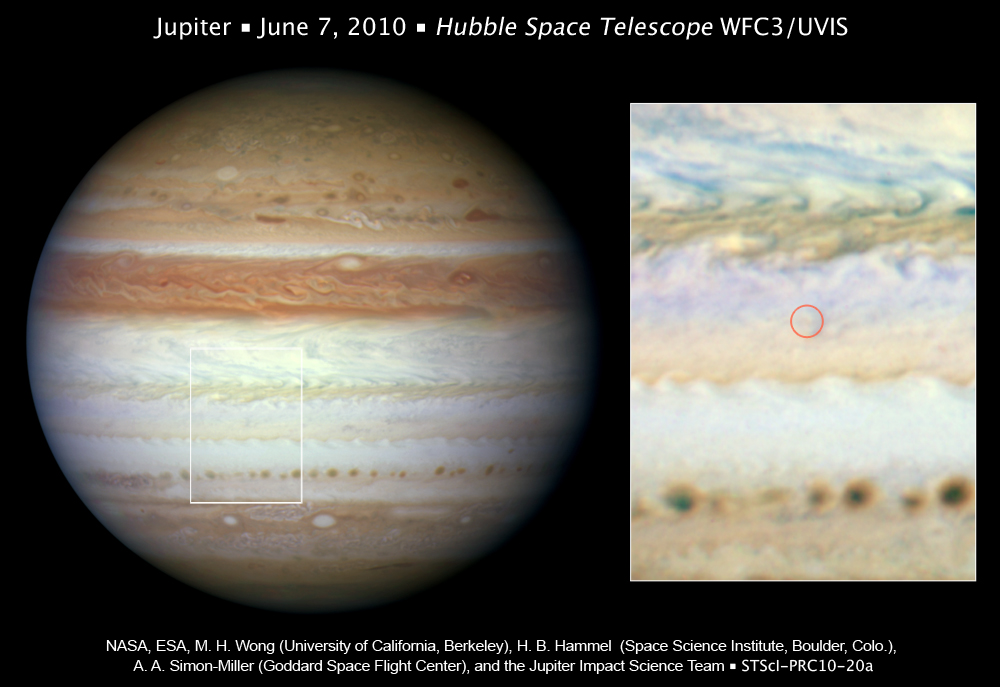
Ảnh của Hubble chụp sau sự kiện va chạm năm 2010.

Các nhà thiên văn gọi Sao Mộc là cỗ máy hút bụi của Hệ Mặt Trời, bởi vì lực hấp dẫn mạnh và vị trí của nó gần nhóm bốn hành tinh phía trong. Gần đây hành tinh đã nhận một số vụ va chạm với các sao chổi. Hành tinh khổng lồ này là một lá chắn bảo vệ các hành tinh phía trong khỏi những trận bắn phá của thiên thạch. Những mô phỏng máy tính gần đây lại cho thấy Sao Mộc không làm giảm số lượng sao chổi đi vào phía các hành tinh bên trong, do hấp dẫn của nó gây nhiễu loạn quỹ đạo các sao chổi đi vào trong xấp xỉ bằng số sao chổi hút về phía nó. Vấn đề này vẫn còn gây ra nhiều tranh luận giữa các nhà thiên văn học, khi một số tin rằng Sao Mộc đã hút các sao chổi từ vành đai Kuiper về phía quỹ đạo Trái Đất trong khi một số khác nghĩ rằng hành tinh này có vai trò bảo vệ Trái Đất khỏi những thiên thạch từ đám mây Oort.
Năm 1997, khi xem xét lại những bản vẽ trong lịch sử, người ta nghĩ rằng nhà thiên văn Cassini có thể đã vẽ lại dấu vết của một vụ va chạm năm 1690. Trong cuộc khảo sát cũng có khoảng 8 vết va chạm trong những bản vẽ của người khác mà khả năng thấp là họ đã quan sát được sự kiện va chạm. Một quả cầu lửa cũng đã được ghi lại khi tàu Voyager 1 tiếp cận Sao Mộc tháng 3 năm 1979. Trong thời gian 16 tháng 7 năm 1994, đến 22 tháng 7 năm 1994, trên 20 mảnh vỡ của sao chổi Shoemaker–Levy 9 (SL9, định danh D/1993 F2) va chạm vào bầu khí quyển bán cầu nam của Sao Mộc, và đây là lần đầu tiên các nhà thiên văn có cơ hội quan sát trực tiếp sự kiện va chạm giữa hai vật thể trong Hệ Mặt Trời. Va chạm cũng mang lại thông tin hữu ích về thành phần khí quyển Sao Mộc.
Ngày 17 tháng 9 năm 2009, một nhà thiên văn nghiệp dư đã phát hiện ra vị trí va chạm ở kinh độ xấp xỉ 216 độ trong Hệ II. Va chạm để lại một điểm đen trong khí quyển Sao Mộc, kích thước tương tự như bão Oval BA. Quan sát qua thiết bị hồng ngoại cho thấy một điểm sáng nơi va chạm xảy ra, hay vụ va chạm làm nóng lớp khí quyển bên dưới trong gần vùng cực nam Sao Mộc. Các nhà khoa học ước lượng đường kính của thiên thạch trong vụ va chạm năm 2009 khoảng 200 m đến 500 m.
Một quả cầu lửa khác, nhỏ hơn cũng đã được ghi nhận vào ngày 3 tháng 6 năm 2010, bởi nhà thiên văn nghiệp dư Anthony Wesley người Australia, và sau đó sự kiện này cũng đã được ghi lại trên video của một nhà thiên văn nghiệp dư khác tại Philippines. Quả cầu lửa khác cũng được ghi nhận vào 20 tháng 8 năm 2010, và 10 tháng 9 năm 2012

## Nghiên cứu và thám hiểm

### Nghiên cứu trước khi có kính thiên văn

Mô hình trong Almagest về chuyển động dọc của Sao Mộc (☉) so với Trái Đất (⊕).

Các nhà thiên văn Babylon cổ đại đã quan sát và ghi chép về Sao Mộc từ thế kỷ 7 hoặc 8 trước Công nguyên.
Trong thế kỷ thứ hai mô hình Almagest được nhà thiên văn Hy Lạp cổ đại Claudius Ptolemaeus xây dựng lên mô hình địa tâm hành tinh dựa trên những quan sát về chuyển động tương đối của Sao Mộc so với Trái Đất, khi ông quan sát thấy chu kỳ của nó "quanh" Trái Đất là 4332,38 ngày, hay 11,86 năm.
Năm 499, Aryabhata, nhà thiên văn và toán học cổ đại Ấn Độ, cũng sử dụng mô hình địa tâm và ước lượng chu kỳ của Sao Mộc là 4332,2722 ngày, hay 11,86 năm.

### Quan sát bằng kính thiên văn
Năm 1610, Galileo Galilei sử dụng kính thiên văn do ông tự chế tạo quan sát thấy bốn vệ tinh quay quanh Sao Mộc—Io, Europa, Ganymede và Callisto (mà ngày nay gọi là các vệ tinh Galilei); và được đa số các nhà lịch sử khoa học công nhận là người đầu tiên sử dụng kính thiên văn nhằm quan sát các thiên thể ngoài Trái Đất. Galileo cũng là người đầu tiên phát hiện ra chuyển động thiên thể không phải do cách nhìn Trái Đất là trung tâm của vũ trụ. Đây là một bằng chứng thuyết phục ủng hộ thuyết nhật tâm của Nicolaus Copernicus về chuyển động của các hành tinh; vì những ủng hộ công khai của Galileo cho mô hình Copernicus mà ông bị đưa ra tòa án dị giáo.
Trong thập niên 1660, Cassini sử dụng một loại kính thiên văn mới và ông phát hiện ra những vết và dải nhiều màu sắc trên Sao Mộc và nhận ra hành tinh này phình ra tại xích đạo. Ông cũng thử ước lượng tốc độ tự quay của Sao Mộc. Năm 1690 Cassini nhận ra khí quyển Sao Mộc thể hiện sự quay vi sai.

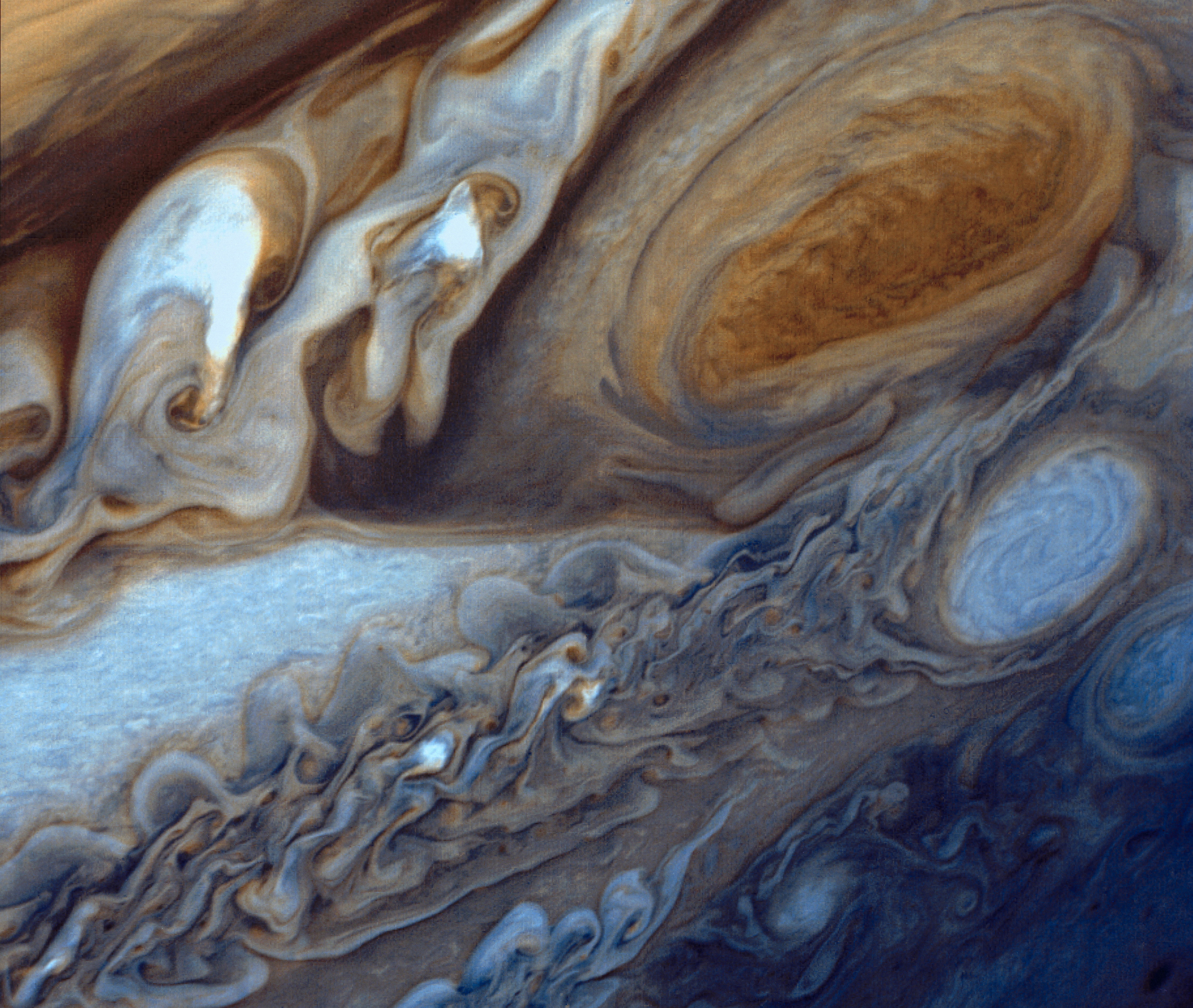
Ảnh màu giả về khí quyển Sao Mộc, chụp từ Voyager 1, với Vết Đỏ Lớn và cơn bão oval màu trắng ở dưới.

Vết Đỏ Lớn, cơn bão hình oval đặc trưng trong khí quyển ở bán cầu nam Sao Mộc, có thể đã được quan sát từ năm 1664 bởi Robert Hooke và năm 1665 bởi Giovanni Cassini, mặc dù chưa có văn bản lịch sử cụ thể rõ ràng ghi nhận điều này. Dược sĩ Samuel Heinrich Schwabe đã vẽ chi tiết về Vết Đỏ Lớn vào năm 1831.
Một số người đã công bố không thấy xuất hiện Vết Đỏ Lớn khi quan sát Sao Mộc trong giai đoạn 1665 và 1708 trước khi nó lại hiện ra vào 1878. Năm 1883 người ta nhận thấy nó đang mờ đi cũng như ở đầu thế kỷ 20.
Cả Giovanni Borelli và Cassini đã ghi chép cẩn thận về chuyển động và chu kỳ của các vệ tinh Sao Mộc, cho phép tiên đoán được thời gian mà các vệ tinh sẽ ở trước hay sau hành tinh. Cho đến thập niên 1670, khi Sao Mộc ở vị trí xung đối với Trái Đất ở hai bên Mặt Trời, chu kỳ quay của vệ tinh Io đã dài thêm khoảng 17 phút so với ghi chép từ trước. Ole Rømer đã quan sát thấy điều này và suy luận ra ánh sáng không có vận tốc tức thời (kết luận bị chính Cassini ban đầu phản đối), và ông cũng ước lượng được tốc độ ánh sáng thông qua độ lệch thời gian này.
Năm 1892, Edward Barnard phát hiện ra vệ tinh thứ năm của Sao Mộc bằng kính thiên văn phản xạ 36 inch (910 mm) ở đài quan sát Lick tại California. Vệ tinh này khá nhỏ, và rất khó nhận ra vào thời điểm đó, điều này khiến ông nhanh chóng trở lên nổi tiếng. Vệ tinh sau đó được đặt tên Amalthea. Nó là vệ tinh tự nhiên cuối cùng được phát hiện bằng quan sát trực tiếp qua bước sóng khả kiến. Và khi tàu Voyager 1 bay ngang qua Sao Mộc năm 1979 nó đã phát hiện ra 8 vệ tinh mới.

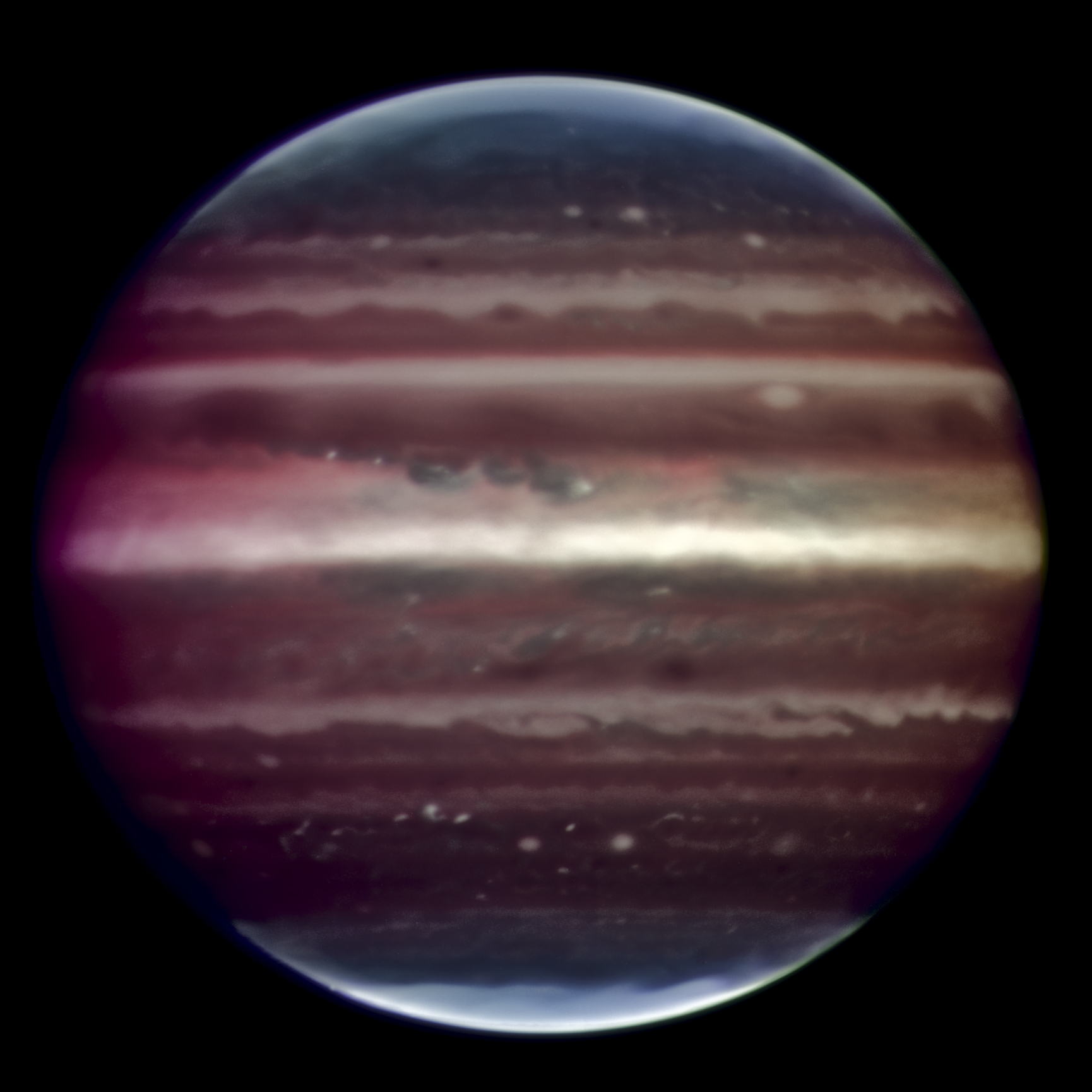
Ảnh hồng ngoại chụp Sao Mộc từ Very Large Telescope của ESO.

Năm 1932, Rupert Wildt nhận ra những vạch hấp thụ của amonia và mêtan trong khí quyển Sao Mộc.
Ba cơn bão tồn tại lâu quay ngược chiều kim đồng hồ màu trắng đã được quan sát từ 1938. Trong nhiều thập kỷ chúng vẫn là những đặc điểm rời rạc trên khí quyển Sao Mộc, đôi khi đến gần nhau nhưng chưa hề sáp nhập trước đó. Cuối cùng, hai cơn bão sáp nhập vào năm 1998, và hút cơn bão thứ ba vào năm 2000, và các nhà khoa học hiện nay gọi nó là Oval BA.

### Nghiên cứu bằng kính thiên văn vô tuyến

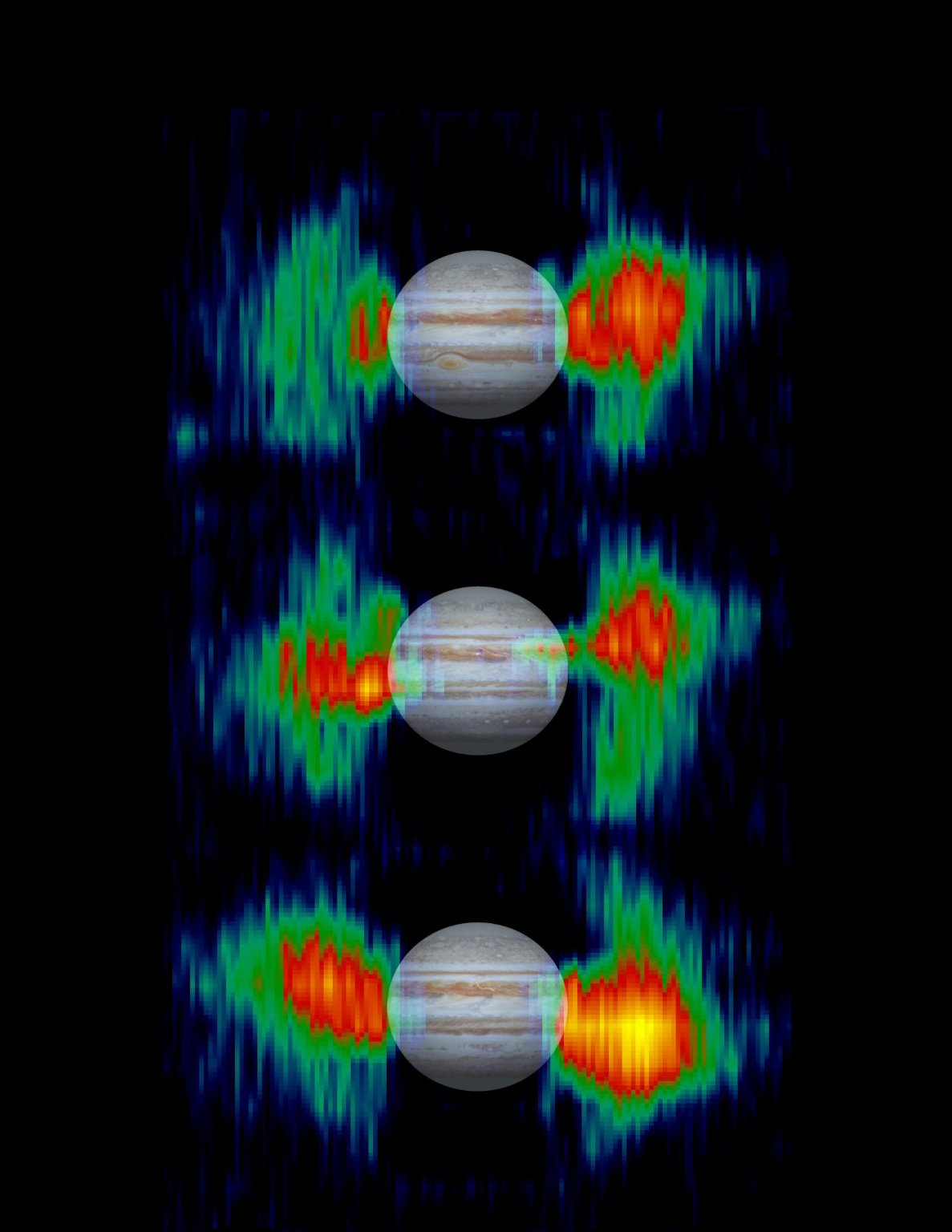
Vành đai bức xạ vô tuyến, ghi nhận bởi tàu Cassini.

Bernard Burke và Kenneth Franklin năm 1955 phát hiện ra những chớp nổ của tín hiệu vô tuyến đến từ Sao Mộc ở tần số 22,2 MHz. Chu kỳ của những chớp này trùng với chu kỳ tự quay của hành tinh, và họ nghĩ chúng có thể làm định nghĩa phù hợp cho tốc độ tự quay của Sao Mộc. Những chớp vô tuyến từ hành tinh này phát ra hai loại: chớp kéo dài (hay chớp L) trong khoảng vài giây, và chớp ngắn (hay chớp S) diễn ra chỉ trong thời gian một phần trăm của giây.
Các nhà thiên văn cũng phát hiện ra có ba dạng tín hiệu vô tuyến phát ra từ Sao Mộc.
- Chớp vô tuyến đềcamét (với bước sóng khoảng chục mét) thay đổi theo sự quay của Sao Mộc, và bị ảnh hưởng bởi tương tác của vệ tinh Io với từ trường Sao Mộc.[128]
- Bức xạ vô tuyến đềximét (bước sóng cỡ vài xentimét) do nhà khoa học Frank Drake và Hein Hvatum quan sát đầu tiên năm 1959.[34] Nguồn gốc của tín hiệu này từ vành đai hình vòng xuyến bao quanh xích đạo Sao Mộc. Tín hiệu này do bức xạ xyclotron phát ra từ electron bị gia tốc trong từ trường hành tinh này.[129]
- Bức xạ nhiệt phát ra từ khí quyển Sao Mộc.[34]

### Thám hiểm bằng tàu thăm dò
Từ 1973 một số tàu vũ trụ tự động đã đến gần Sao Mộc, nổi bật là tàu thăm dò Pioneer 10, con tàu đầu tiên đến đủ gần hành tinh này và gửi về các bức ảnh cũng như thông tin về hành tinh lớn nhất trong Hệ Mặt Trời. Các chuyến bay đến các hành tinh thường dựa trên ngân sách giảm thiểu năng lượng cần thiết để con tàu bay hiệu quả, hay nhiên liệu mang theo tối ưu để nó đạt được vận tốc tối đa cũng như phục vụ trong quá trình thăm dò, hay delta-v. Khi đi vào quỹ đạo chuyển Hohmann từ Trái Đất đến Sao Mộc bắt đầu từ quỹ đạo thấp đòi hỏi giá trị delta-v bằng 6,3 km/s so với giá trị 9,7 km/s của delta-v cần thiết để đưa vệ tinh vào quỹ đạo thấp quanh Trái Đất. Thật may là nhờ kỹ thuật hỗ trợ hấp dẫn thông qua quá trình bay qua hành tinh có thể làm giảm năng lượng cần thiết để đưa tàu đến Sao Mộc, giảm thiểu chi phí cho những chuyến bay dài năm trong không gian.

#### Phi vụ bay qua
| Tàu không gian | Thời gian gần nhất      | Khoảng cách    |
| -------------- | ----------------------- | -------------- |
| Pioneer 10     | 3 tháng 12 năm 1973     | 130.000 km     |
| Pioneer 11     | 4 tháng 12 năm 1974     | 34.000 km      |
| Voyager 1      | 5 tháng 3 năm 1979      | 349.000 km     |
| Voyager 2      | ngày 9 tháng 7 năm 1979 | 570,000 km     |
| Ulysses        | 8 tháng 2 năm 1992      | 408.894 km     |
| Ulysses        | 4 tháng 2 năm 2004      | 120.000.000 km |
| Cassini        | 30 tháng 12 năm 2000    | 10.000.000 km  |
| New Horizons   | 28 tháng 2 năm 2007     | 2.304.535 km   |

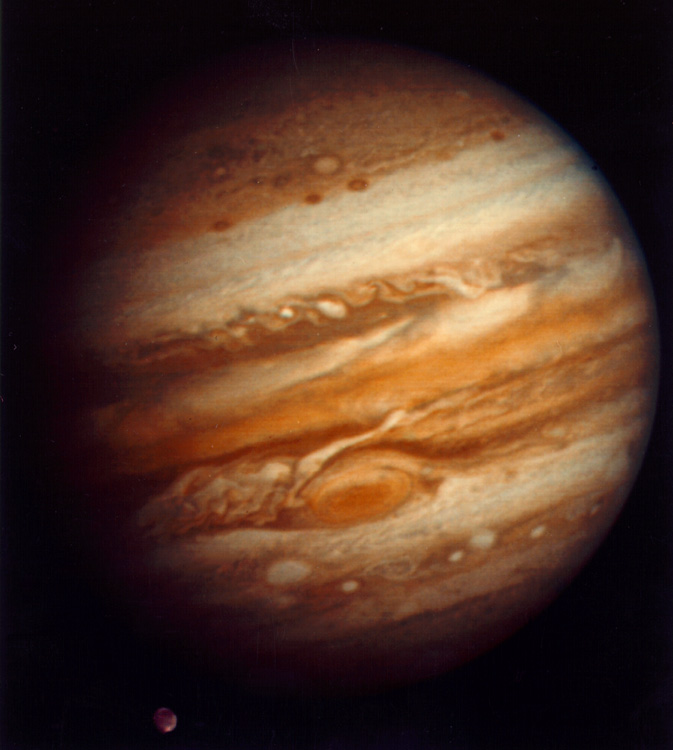
Voyager 1 chụp bức ảnh Sao Mộc ngày 24 tháng 1 năm 1979, khi ở khoảng cách 40 triệu km. Vệ tinh Ganymede ở dưới.

Từ năm 1973, một vài tàu không gian đã thực hiện bay qua hành tinh và thực hiện một số quan sát Sao Mộc. Phi vụ Pioneer lần đầu tiên chụp được ảnh gần khí quyển Sao Mộc và một số vệ tinh của nó. Các tàu cũng phát hiện ra vành đai bức xạ gần hành tinh với cường độ mạnh hơn so với từng nghĩ, và cả hai đã vượt qua được ảnh hưởng của từ trường Sao Mộc. Dựa vào quỹ đạo của các tàu vũ trụ các nhà khoa học có thể suy ra được khối lượng của hệ Sao Mộc. Nhờ hiện tượng che khuất tín hiệu vô tuyến từ tàu không gian của hành tinh mà người ta có thể tính ra được đường kính cũng như độ dẹt của Sao Mộc.
Sáu năm sau, phi vụ Voyager đã nâng cao khả năng hiểu biết của các nhà khoa học về các vệ tinh Galilei và khám phá ra các vành đai Sao Mộc. Chúng cũng gửi về các bức ảnh cho phép khẳng định Vết Đỏ Lớn quay ngược với (ngược chiều kim đồng hồ) chiều quay của hành tinh. So sánh các bức ảnh người ta cũng thấy Vết Đỏ Lớn cũng thay đổi màu sắc kể từ phi vụ Pioneer, từ màu vàng cam sang màu nâu tối. Một khu vực hình vòng xuyến chứa các ion dọc theo quỹ đạo của vệ tinh Io cũng được phát hiện, các nhà thiên văn cũng quan sát thấy núi lửa đang hoạt động trên bề mặt vệ tinh này. Khi tàu không gian đi ra phía sau hành tinh, nó đã chụp được các ánh chớp tia sét trong khí quyển ở phần bán cầu tối của Sao Mộc.
Phi vụ tiếp theo đến gần Sao Mộc, tàu quan sát Mặt Trời Ulysses, đã bay qua hành tinh (1992) nhằm dựa vào hỗ trợ hấp dẫn để bay theo quỹ đạo cực quanh Mặt Trời với mục đích nghiên cứu vùng cực Mặt Trời. Trong quá trình bay qua con tàu đã thực hiện nghiên cứu từ quyển Sao Mộc. Do Ulysses không mang theo camera, các nhà khoa học đã không thu được ảnh quang học nào. Lần bay qua thứ hai diễn ra năm 2004 ở một khoảng cách rất lớn.
Năm 2000, tàu Cassini, trên hành trình đến Sao Thổ, bay qua Sao Mộc và gửi về một số bức ảnh có độ phân giải tốt nhất đối với hành tinh này từ trước đến nay. Ngày 19 tháng 12 năm 2000, tàu đã chụp ảnh vệ tinh Himalia, nhưng độ phân giải quá thấp để các nhà khoa học nhận ra được chi tiết bề mặt vệ tinh này.
Tàu không gian New Horizons, trên hành trình đến Pluto, đã nhờ sự hỗ trợ hấp dẫn của Sao Mộc. Nó bay đến gần hành tinh nhất vào ngày 28 tháng 2 năm 2007. Camera đã quan sát được plasma phun ra từ các núi lửa trên Io và nghiên cứu chi tiết các vệ tinh Galilei, cũng như thực hiện quan sát từ xa các vệ tinh vòng ngoài Himalia và Elara. Quá trình chụp ảnh hệ Sao Mộc bắt đầu từ 4 tháng 9 năm 2006.

#### Phi vụGalileo

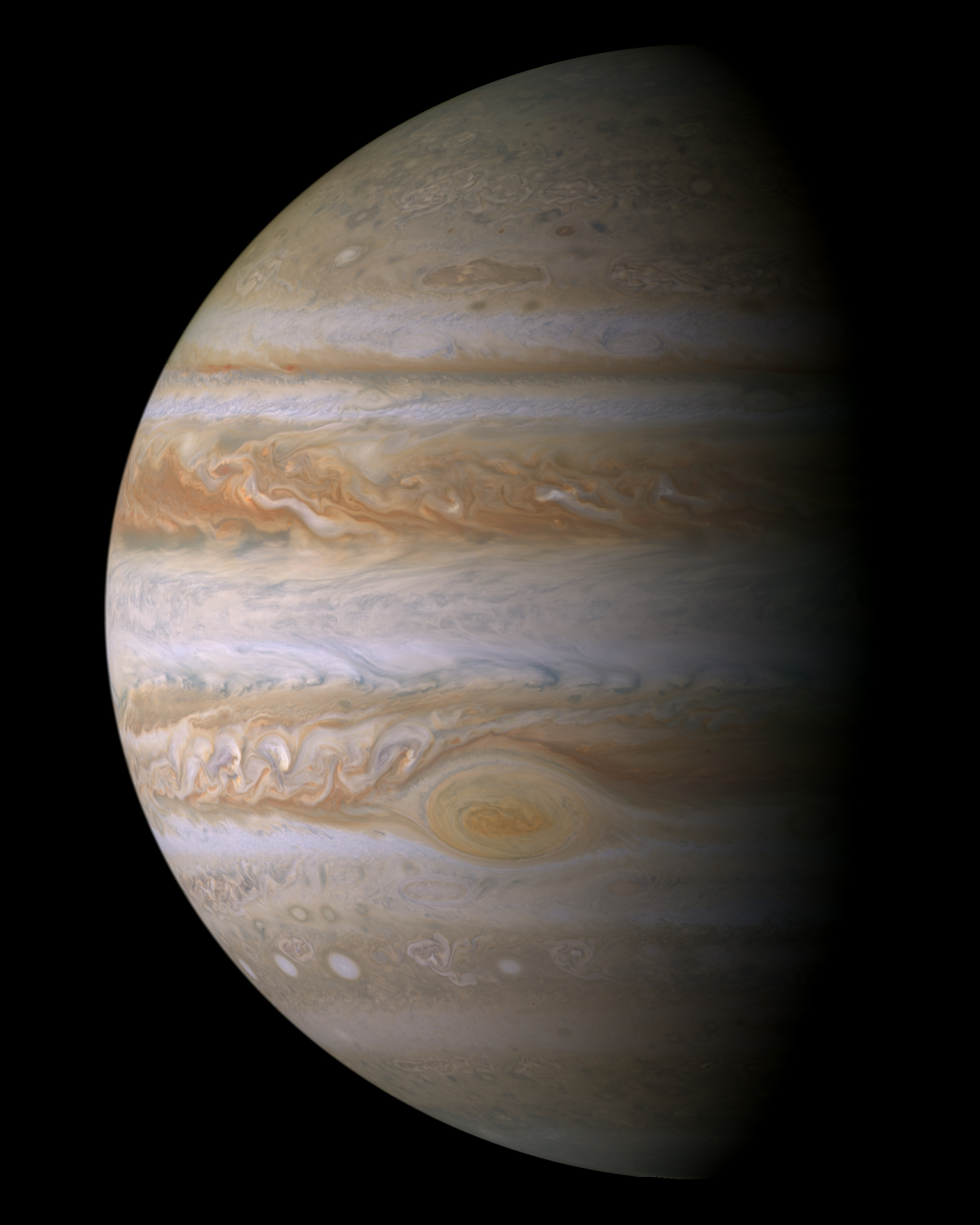
Sao Mộc chụp bởi tàu Cassini.

Tàu Galileo là tàu đầu tiên quay quanh Sao Mộc, khi nó đi vào quỹ đạo quanh hành tinh ngày 7 tháng 12 năm 1995. Nó thăm dò được hơn 7 năm, thực hiện nhiều lần bay quan các vệ tinh Galilei và vệ tinh Amalthea. Con tàu cũng đã chứng kiến và gửi về các bức ảnh chụp sao chổi Shoemaker-Levy 9 khi nó đến gần Sao Mộc năm 1994, và đã cho phép các nhà khoa học có cơ hội thuận lợi để theo dõi sao chổi này. Trong phi vụ mở rộng nhằm thu thập thông tin về hệ Sao Mộc, khả năng thiết kế của nó đã bị giới hạn bởi lỗi bung mở một ăng ten thu phát tín hiệu vô tuyến.
Một thiết bị thăm dò khí quyển cũng tách ra khỏi tàu Galileo tháng 7 năm 1995, và rơi vào khí quyển hành tinh ngày 7 tháng 12. Nó rơi sâu được 150 km qua bầu khí quyển, với thời gian thu thập dữ liệu là 57,6 phút, và đã bị phá nát bởi áp suất khí quyển (lúc bị phá nát áp suất khí quyển bằng 22 lần áp suất khí quyển Trái Đất, với nhiệt độ khí quyển lúc cuối thiết bị đo được 153 °C). Có thể sau đó thiết bị này bị tan chảy và bốc hơi. Tàu Galileo khi kết thúc nhiệm vụ thì các nhà khoa học đã quyết định cho nó rơi vào Sao Mộc vào ngày 21 tháng 9 năm 2003, với vận tốc trên 50 km/s, nhằm tránh bất kỳ một khả năng nào con tàu có thể rơi vào vệ tinh Europa—vệ tinh với giả thuyết có khả năng có sự sống của vi khuẩn trong lòng đại dương giả thuyết của nó.

#### Phi vụJuno

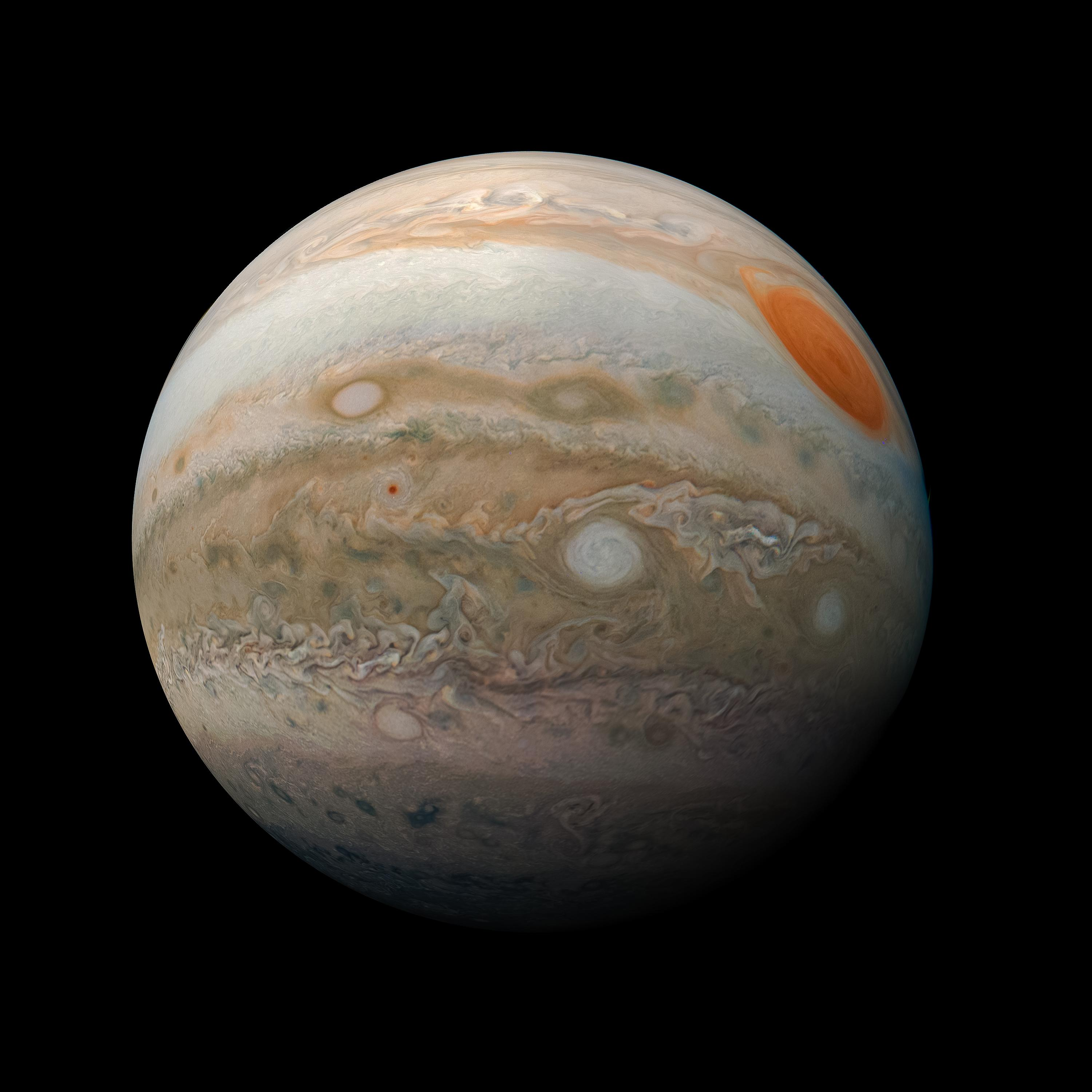
Cận cảnh Sao Mộc do tàu Juno chụp
(12 tháng 2 năm 2019)

Tàu Juno phóng lên từ tháng 8 năm 2011, đã đến Sao Mộc vào tháng 4 năm 2016 và dự kiến sẽ hoàn tất 37 vòng quỹ đạo quanh hành tinh trong 20 tháng tới. Kế hoạch của phi vụ Juno nghiên cứu chi tiết về hành tinh này từ quỹ đạo địa cực. Ngày 27 tháng 8 năm 2016, tàu vũ trụ đã hoàn thành chuyến bay đầu tiên đến Sao Mộc và gửi lại những hình ảnh đầu tiên chưa từng có về cực bắc Sao Mộc. Juno sẽ hoàn tất 12 vòng quỹ đạo trước khi kết thúc kế hoạch nhiệm vụ được lập trong ngân sách, kết thúc vào tháng 7 năm 2018. Vào tháng 6 năm đó, NASA đã gia hạn kế hoạch hoạt động của nhiệm vụ đến tháng 7 năm 2021, và vào tháng 1 năm đó phi vụ được kéo dài đến tháng 9 năm 2025 với bốn lần bay ngang qua các vệ tinh: bay qua Ganymede một lần, Europa một lần và Io hai lần.  Khi Juno kết thúc nhiệm vụ, nó sẽ thực hiện hạ cánh đi vào khí quyển Sao Mộc và bắt đầu tan rã. Trong quá trình thực hiện nhiệm vụ, tàu vũ trụ sẽ tiếp xúc với mức bức xạ cao của từ quyển Sao Mộc, có thể gây hỏng hóc một số thiết bị và có nguy cơ va chạm với các vệ tinh của Sao Mộc trong tương lai.

#### Phi vụ bị hủy bỏ và phi vụ trong tương lai
Bởi vì khả năng có một đại dương chất lỏng dưới bề mặt các vệ tinh Europa, Ganymede và Callisto, các nhà khoa học mong muốn có một dự án nghiên cứu chi tiết hơn những vệ tinh băng đá này. Do khó khăn về tài chính và còn nhiều dự án nghiên cứu thám hiểm không gian vũ trụ khác, vài đề xuất nghiên cứu các vệ tinh này của NASA đã phải hủy bỏ. Dự án Jupiter Icy Moons Orbiter (JIMO) của NASA đã hủy bỏ vào năm 2005. Một đề xuất hợp tác giữa NASA/ESA, gọi là EJSM/Laplace, nếu được phát triển sẽ phóng lên vào năm 2020. EJSM/Laplace gồm một tàu quỹ đạo do NASA đứng đầu Jupiter Europa Orbiter, và một tàu quỹ đạo Jupiter Ganymede Orbiter do ESA đứng đầu. Tuy nhiên vào tháng 4 năm 2011, ESA đã phải chính thức kết thúc dự án do NASA bị cắt giảm ngân sách nghiên cứu phát triển do vậy buộc họ phải dừng tham gia dự án. Thay vào đó ESA đã phê chuẩn một phi vụ cấp quan trọng L1 trong chương trình Cosmic Vision, dự án JUICE và khả năng phóng lên vào năm 2022.
Trong tương lai, phi vụ kế hoạch đã được phê chuẩn nhằm nghiên cứu hệ Sao Mộc do cơ quan ESA đứng đầu, phi vụ Jupiter Icy Moon Explorer (JUICE), với thời gian dự định phóng lên năm 2022 và tới Sao Mộc khoảng năm 2030, nghiên cứu bốn vệ tinh Galileo và đặc biệt là Europa.

## Khả năng tồn tại sự sống
Năm 1953, trong thí nghiệm Urey-Miller hai nhà khoa học chứng tỏ rằng khi kết hợp năng lượng tia sét và các hợp chất hóa học tồn tại trong khí quyển nguyên thủy của Trái Đất có thể sinh ra những hợp chất hữu cơ (bao gồm amino acid) mà các nhà khoa học cho rằng chúng là những khối cơ bản của sự sống. Hai ông mô phỏng khí quyển với các phân tử nước, mêtan, amonia và hydro; mọi phân tử này đều có mặt trong khí quyển Sao Mộc. Khí quyển hành tinh này có những luồng đối lưu không khí mạnh thẳng đứng, cho phép mang những hợp chất này xuống dưới sâu hơn. Bên trong hành tinh nhiệt độ khí quyển cao hơn làm bẻ gãy các phân tử hóa học và cản trở sự hình thành những dạng sống nguyên thủy giống như trên Trái Đất.
Đa số các nhà khoa học đồng ý rằng hầu như không thể tồn tại một sự sống kiểu như Trái Đất trên Sao Mộc, do có quá ít lượng nước trong khí quyển, hầu như không có một bề mặt rắn nào dưới sâu hành tinh và càng xuống dưới sâu áp suất càng lớn. Năm 1976, trước phi vụ Voyager, người ta giả thuyết rằng những phân tử cơ sở cho sự sống như amonia hoặc nước có thể tồn tại trong thượng quyển của Sao Mộc. Giả thuyết này dựa trên hệ sinh thái biển của Trái Đất mà có những sinh vật phù du đơn giản có thể quang hợp sống gần mặt biển, các loài cá ở tầng nước sâu hơn tiêu thụ các sinh vật này, và những loài săn mồi đại dương bắt cá ăn thịt.
Nếu khả năng tồn tại những đại dương bên dưới bề mặt băng của ba vệ tinh (Europa, Ganymede và Callisto) thì một số nhà khoa học giả thuyết có thể có những vi khuẩn hiếm khí và hiếm sáng sống dưới đó.

## Trong thần thoại

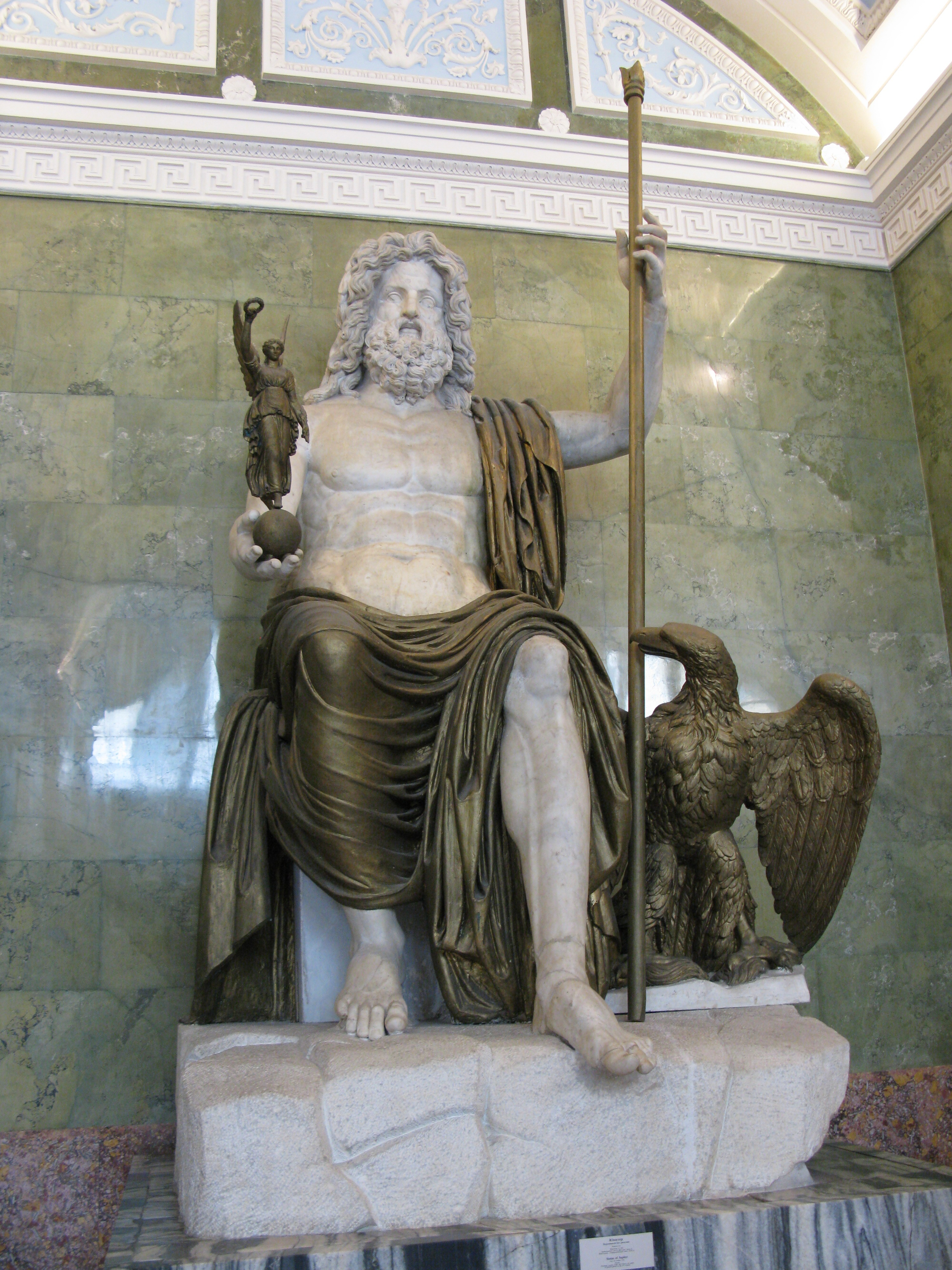
Tượng thần Jupiter ở St Petersburg.

Người cổ đại đã biết đến Sao Mộc do hành tinh này có thể nhìn bằng mắt thường trong đêm tối và thậm chí vào lúc bình minh hay hoàng hôn. Người Babylon gọi hành tinh này đại diện cho vị thần "Marduk" của họ. Họ cũng đã sử dụng chu kỳ quỹ đạo gần bằng 12 năm của hành tinh này dọc theo đường Hoàng Đạo để xác định các chòm sao thuộc Hoàng Đạo.
Người La Mã đặt tên hành tinh là Jupiter (tiếng Latinh: Iuppiter, Iūpiter) (cũng gọi là Jove), vị thần nam đứng đầu trong thần thoại La Mã, với cách xưng hô trong ngôn ngữ Proto-Indo-European của từ ghép *Dyēu-pəter (danh cách: *Dyēus-pətēr, có nghĩa "cha của các vị thần bầu trời", hoặc "cha của vị thần ngày"). Vị thần này được người Hy Lạp gọi trong thần thoại Hy Lạp là Zeus (Ζεύς), hoặc Dias (Δίας), là tên của hành tinh mà người Hy Lạp vẫn gọi ngày nay.
Ký hiệu thiên văn học cho hành tinh này là , thể hiện cho cây tầm sét hoặc con đại bàng của thần. Hoặc là viết cách điệu của chữ zeta, chữ đầu trong từ Zeus trong tiếng Hy Lạp.
Jovian là tính từ trong tiếng Anh của từ Jupiter. Dạng cổ của từ này là jovial, dựa theo các nhà chiêm tinh cổ đại thời Trung Cổ có nghĩa là "hạnh phúc" hoặc "vui vẻ," do trong chiêm tinh dấu hiệu sự xuất hiện của thần Jupiter liên quan đến niềm vui.
Trong tiếng Trung Quốc, Hàn Quốc, Nhật Bản và Việt Nam coi hành tinh này là Mộc Tinh, (木星, mùxīng), chính là nguyên tố Mộc (cây cỏ, mùa xuân...) trong Ngũ Hành. Đạo Lão coi nó là sao Phúc trong Phúc Lộc Thọ. Người Hy Lạp còn gọi nó là Φαέθων, Phaethon, "sáng chói." Trong chiêm tinh của người Hindu, các nhà chiêm tinh Hindu đặt tên hành tinh theo vị thần Brihaspati, một trong những "Guru", những vị thần cầu nguyện và tín ngưỡng. Trong tiếng Anh, Thursday có nguồn gốc từ "ngày của thần sét Thor", Sao Mộc liên hệ với thần Thor trong thần thoại người German.
Trong thần thoại Trung Á và Thổ Nhĩ Kỳ, Sao Mộc được gọi là "Erendiz/Erentüz", có nghĩa là "sao eren(?)+yultuz". Có rất nhiều nghi vấn trong từ "eren". Người Trung Á cũng đã tính được chu kỳ quỹ đạo của hành tinh này bằng 11 năm và 300 ngày. Họ tin rằng một số sự kiện thiên nhiên và tôn giáo có liên hệ với sự chuyển động của Erentüz trên bầu trời.